# Peugeot
Peugeot es una marca de la industria automotriz con sede en Poissy, Francia, especializado en la fabricación de turismos, vehículos comerciales, automóviles de carreras, servicios de movilidad como alquiler de vehículos, bicicletas, motonetas, así como útiles de cocina como saleros, pimenteros y molinillos de café. Los molinillos fueron su primer producto y más tarde se dedicaría a la fabricación de automóviles con el nombre «Les fils de Peugeot frères» (Hijos de los hermanos Peugeot). Hoy en día los utensilios de cocina los fabrica Peugeot Saveurs.
Desde 2021 tras la fusión con el grupo Fiat Chrysler Automobiles, ha sido propiedad de Stellantis, formando así el cuarto grupo mundial en ventas totales y tercero en ingresos.
Peugeot ha sido recompensado con numerosos premios por sus vehículos. El último galardón internacional se lo ha otorgado el Women's World Car of the Year (WWCOTY). También ha sido por ejemplo, 6 veces Coche del Año en Europa, 9 veces Coche del Año en España, 5 veces Coche del Año en Italia, o dos veces como Coche del Año en Irlanda. Respecto a sus ventas en España, en 2013 Peugeot ocupó la primera posición en el mercado de vehículos comerciales, del mercado total sin alquiladores y del mercado de empresas.

## Historia

6HP Vis-à-vis de 1898.

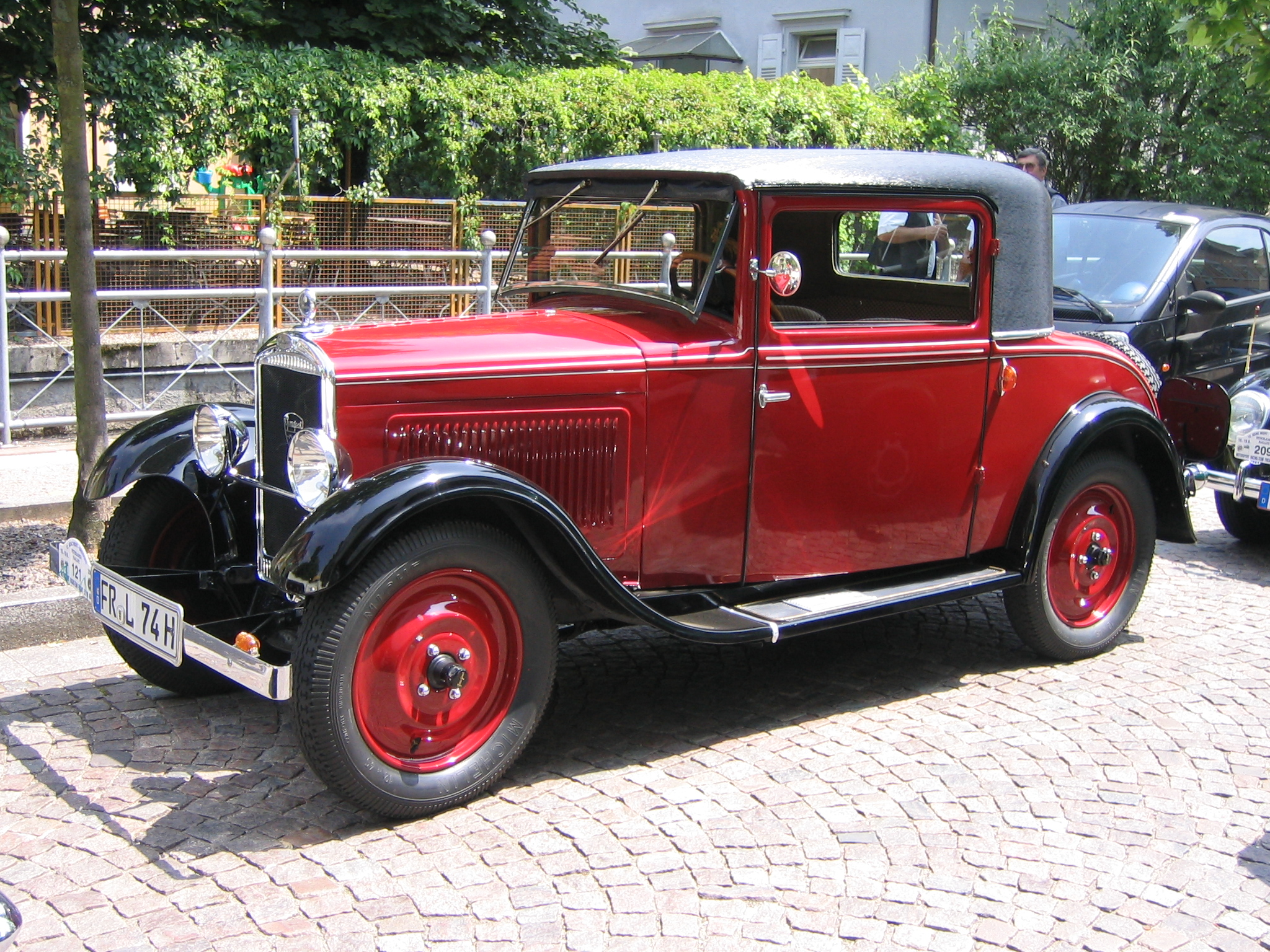
Peugeot 201 de 1924

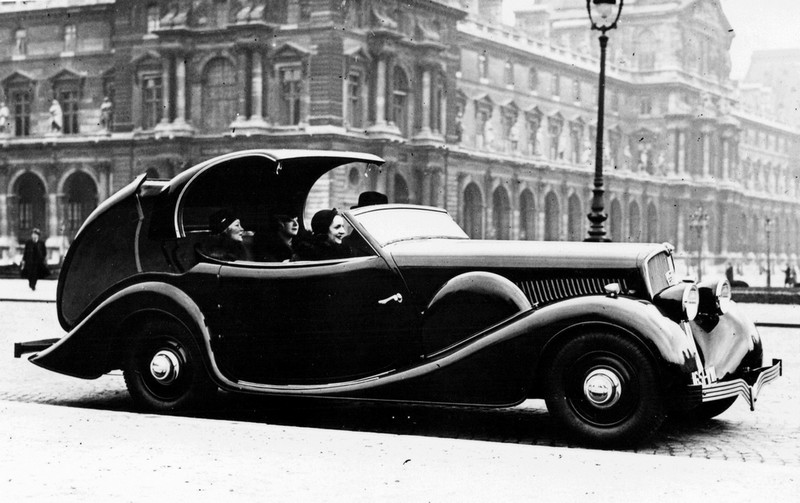
601 C Eclipse de 1934

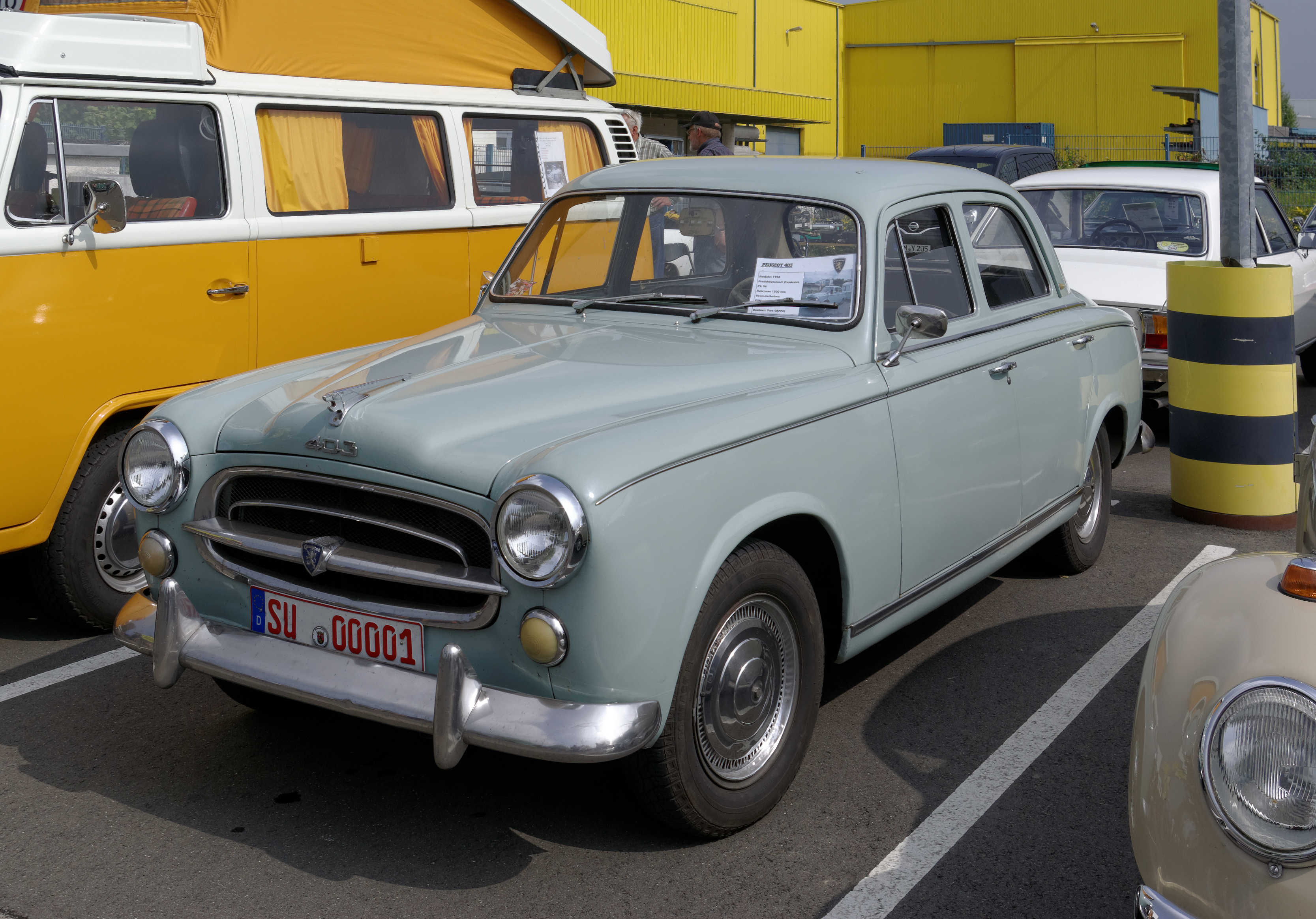
403 de 1955

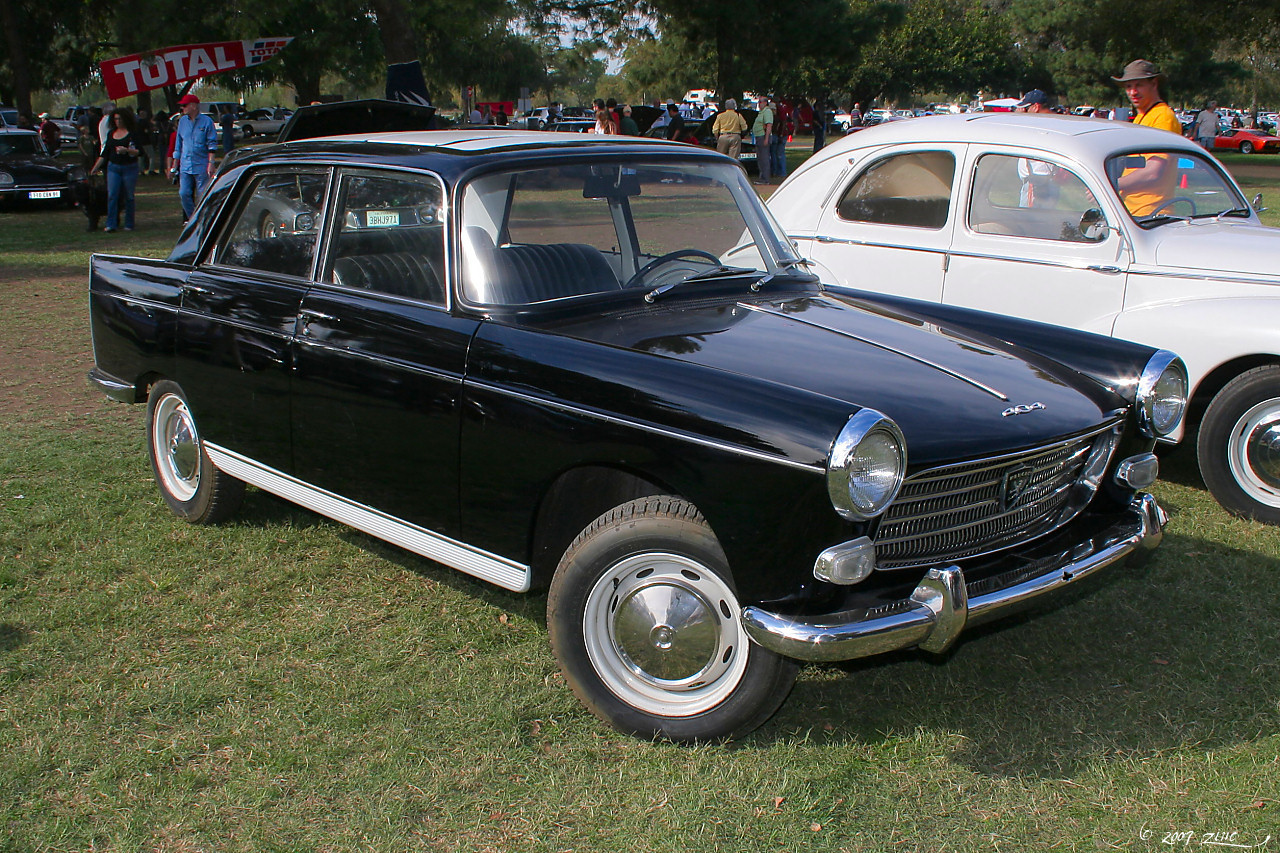
404 de 1965

La marca Peugeot se remonta a inicios del siglo XIX cuando Jean-Jacques Peugeot se instala cerca de Doubs donde comienza a fabricar molinillos de café. Este primer medio de producción trae como consecuencia después de su fallecimiento la edificación de un emplazamiento para la construcción de molinillos en Sous-Cratet. Sus dos hijos, Jean-Pierre Peugeot y Jean-Georges Peugeot, crearían luego un imperio productivo. Fue fundada el 26 de septiembre de 1810.
El menor, Jean-Pierre, se lanza posteriormente en el sector del textil en Hérimoncourt bajo el impulso de Napoleón Bonaparte que necesitaba vestir a los soldados de su ejército y así se convierte en transformador de algodón. Este tendrá dos hijos, Jean-Pierre Peugeot hijo y Jean-Frédéric Peugeot, que transformarán el molino de Sous-Cratet en una fundición en 1810 y después se lanzarán a la laminación en frío para abastecer a la industria de la relojería.
Es en 1832 cuando Jean-Pierre Peugeot se asocia con Jacques Maillard-Salins y fundan la sociedad "Peugeot Frères aînés et Jacques Maillard-Salins" (Primogénitos Peugeot y Jacques Maillard-Salins) para la explotación de la fundición de Sous-Cratet fabricando hojas de sierra. Los resultados son buenos y en 1833 una segunda fábrica en Terre-Blanche es construida. En 1852 Jean-Pierre (hijo) muere dejando dos hijos, Jules y Émile. Estos dos van a explotar nuevos sectores del comercio de la época.
En 1841 los hijos de Jean-Pierre se asocian con cuatro británicos, los hermanos Jackson, establecidos en la región de Saint-Étienne, y crean «Peugeot aînés et Jackson frères» en Pont-de-Roide-Vermondans para fabricar sierras de cinta, cierres de corsé y varillas de paraguas.
En 1885 Armand Peugeot se interesa por un nuevo invento, la bicicleta, que sigue hoy en día bajo el nombre de Peugeot Cycles. Cabe aclarar que la familia Peugeot se ha destacado desde entonces y hasta la fecha, en la fabricación artesanal de pimenteros y saleros de mesa finamente decorados por la marca del león. También fabricaron herramientas de alta calidad. Finalmente es en 1889 cuando Armand se lanza a la aventura del automóvil, presintiendo el éxito que cosechará este nuevo medio de transporte. Sin saberlo Armand creó la que hoy en día, es una de las marcas de automóviles con más tradición del mundo: Peugeot.
El Groupe PSA, formado tras la absorción de Citroën por parte de Peugeot en 1976, fue el segundo constructor de Europa y esencialmente se dedicó a vehículos de dos y cuatro ruedas para particulares.
Su sede central se encuentra ubicada actualmente en la ciudad de Poissy, Sochaux, Francia.

### Grupo
- En 1969 se fabricaron 5 000 000 automóviles, cuando la empresa se convirtió en el segundo mayor productor de turismos en Francia.[10][11]
- 1974: PSA Peugeot compra Citroën a Michelin.
- 1977: PSA Peugeot absorbe la subsidiaria europea de la estadounidense Chrysler, la ex-Grupo Rootes.
- 1980: PSA Peugeot se convierte en PSA Peugeot-Citroën.
- 2012: PSA Peugeot-Citroën tiene pérdidas millonarias y se encuentra al borde de la quiebra.
- 2013- 2015: PSA Peugeot-Citroën firma un acuerdo con General Motors y esta compra un 7% de PSA Peugeot-Citroën. Poco tiempo después GM vende un 4% de las acciones a Dong Feng entrando esta, de facto, en el accionariado de la francesa. Por todo ello y debido al acuerdo con Dong Feng para la expansión en el mercado asiático, finalizan también las alianzas con General Motors y una más, vigente con BMW dedicadas al desarrollo de motores híbridos y eléctricos.[12]

A su vez, y debido a las pérdidas millonarias de la compañía, el estado francés se ve obligado a intervenir y a inyectar capital público en Peugeot (PSA) para evitar la quiebra total de la compañía. Por este motivo, el estado francés tiene un 11% del accionariado.
- 2016: PSA Peugeot-Citroën pasa a denominarse Groupe PSA y Carlos Tavares presidirá la compañía desde esta fecha, convirtiéndose en director ejecutivo de la compañía gala.
- 2017: Groupe PSA adquiere por acuerdo como "compensación económica", y por el valor del 3% de las acciones restantes que posee General Motors en PSA, las marcas de automóviles Opel - Vauxhall, quedando de esta manera el grupo estadounidense fuera del accionariado de la francesa.

Al adquirir esta, adquiere también el desarrollo de la tecnología híbrida y eléctrica, que hasta en ese momento General Motors había desarrollado sobre su marca europea, haciéndola PSA como propia y, por este mismo motivo, finaliza el acuerdo con BMW al no necesitar ya de la colaboración de esta para el desarrollo e investigación de estas nuevas tecnologías de movilidad.
- 2019: Groupe PSA firma un memorando de fusión con FCA.
- 2020: El grupo automotriz resultante de la fusión 50/50 de los dos conglomerados franco-ítalo-estadounidense, que posteriormente sería conocido como Stellantis, convirtiéndose así en el cuarto productor mundial de automóviles con 8 910 000 unidades anuales.

Dicha fusión empresarial se espera finalice en el primer trimestre de 2021, siempre y cuando supere la supervisión de la Unión Europea que tiene abierta sobre los dos grupos una investigación por posible oligopolio en el sector de vehículos ligeros. Los dos grupos ya mantienen acuerdos de producción de los mismos desde hace más de 40 años o el llamado acuerdo Sevel Sud. Esto es el resultado de tener una amplia cuota de mercado, sobre todo en sus países nativos; y por el cómputo del total de ventas anuales superior al 35% en el mercado europeo.

2021 : el 31 de marzo, Stellantis anunció que Peugeot lanzará al mercado una nueva versión de su vehículo comercial e-Expert. Este vehículo estará propulsado por una pila de combustible de hidrógeno.

## Premios

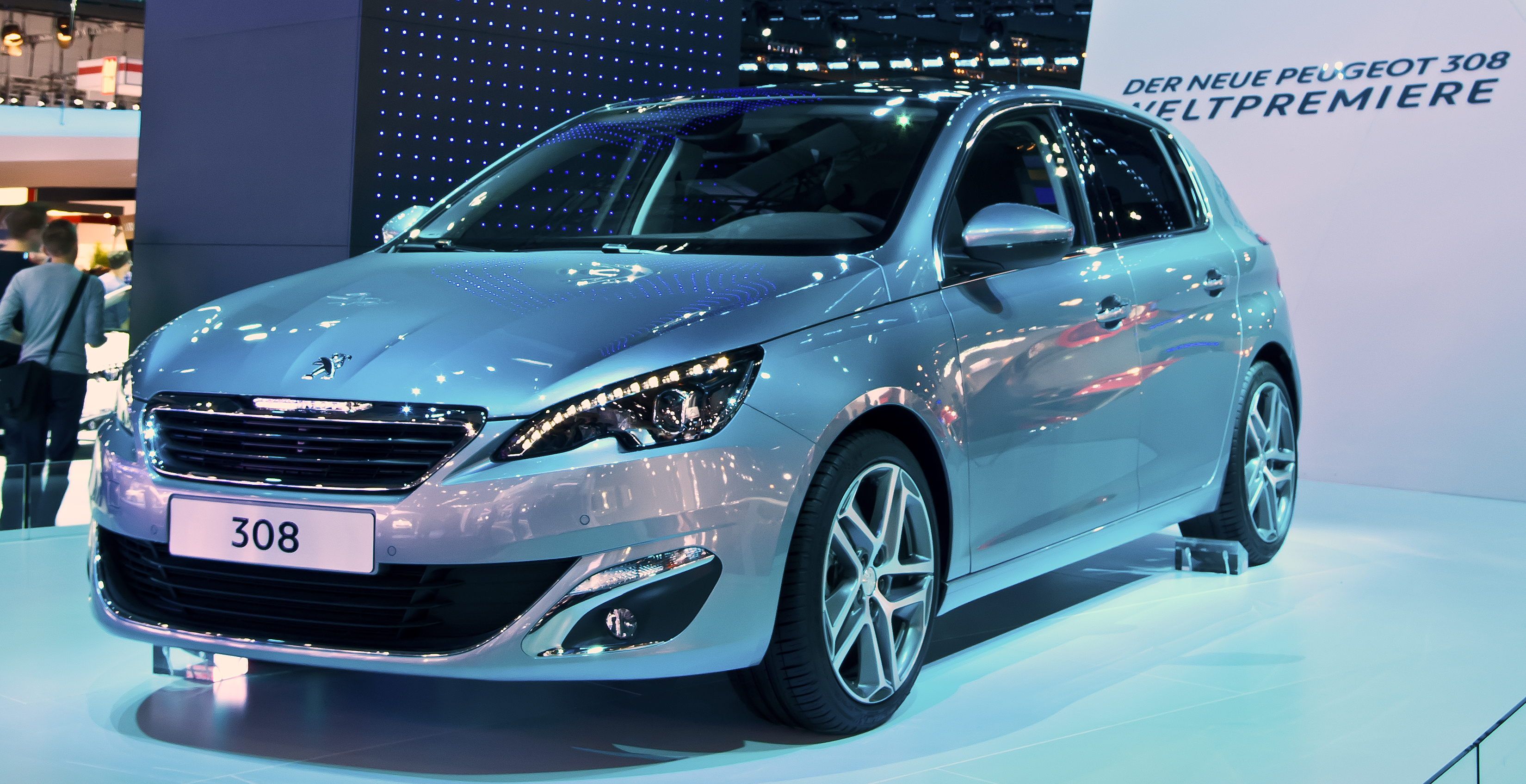
308 de 2013, Coche del Año en Europa, en Italia, en Suiza...

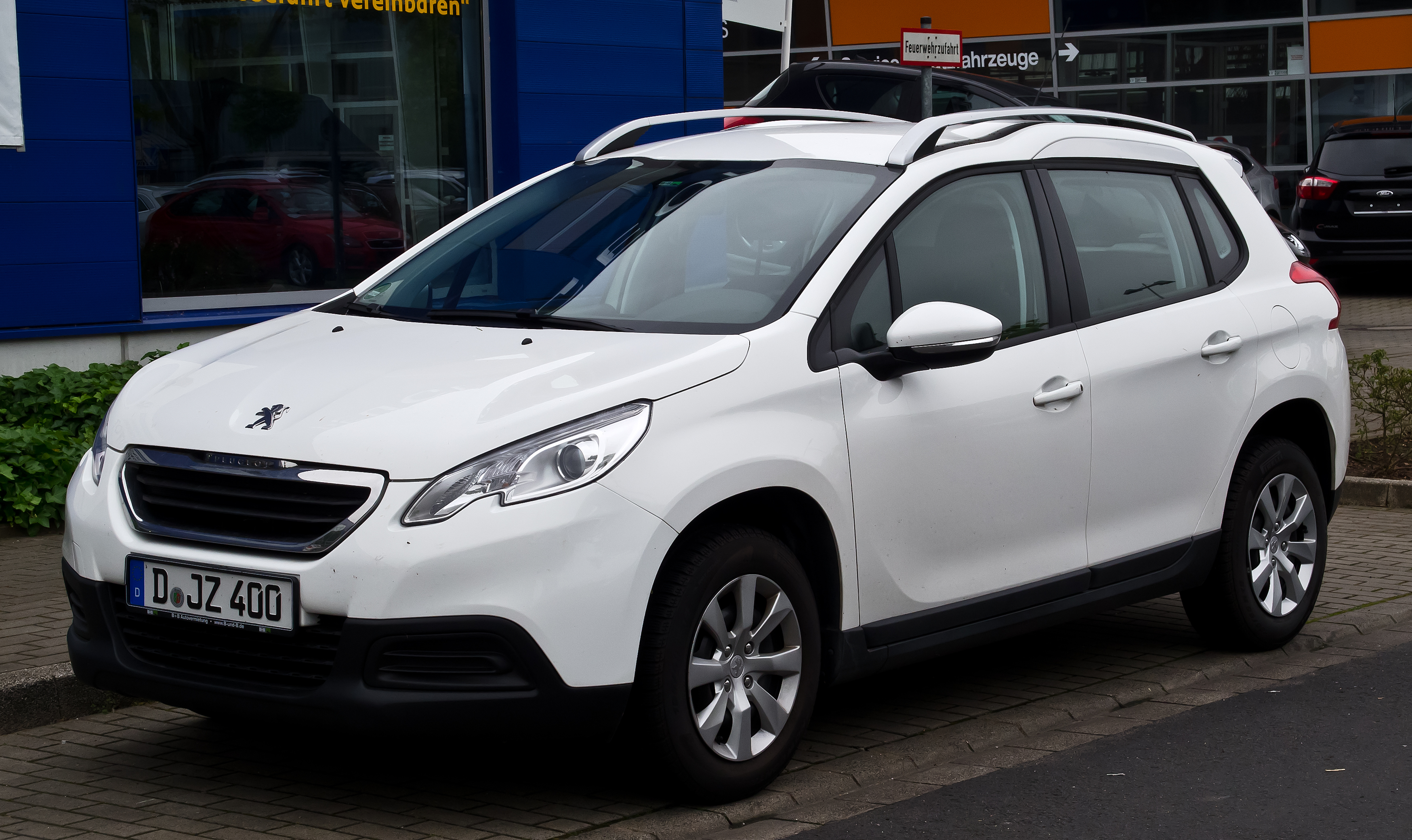
2008 de 2013, Coche del Año en Italia

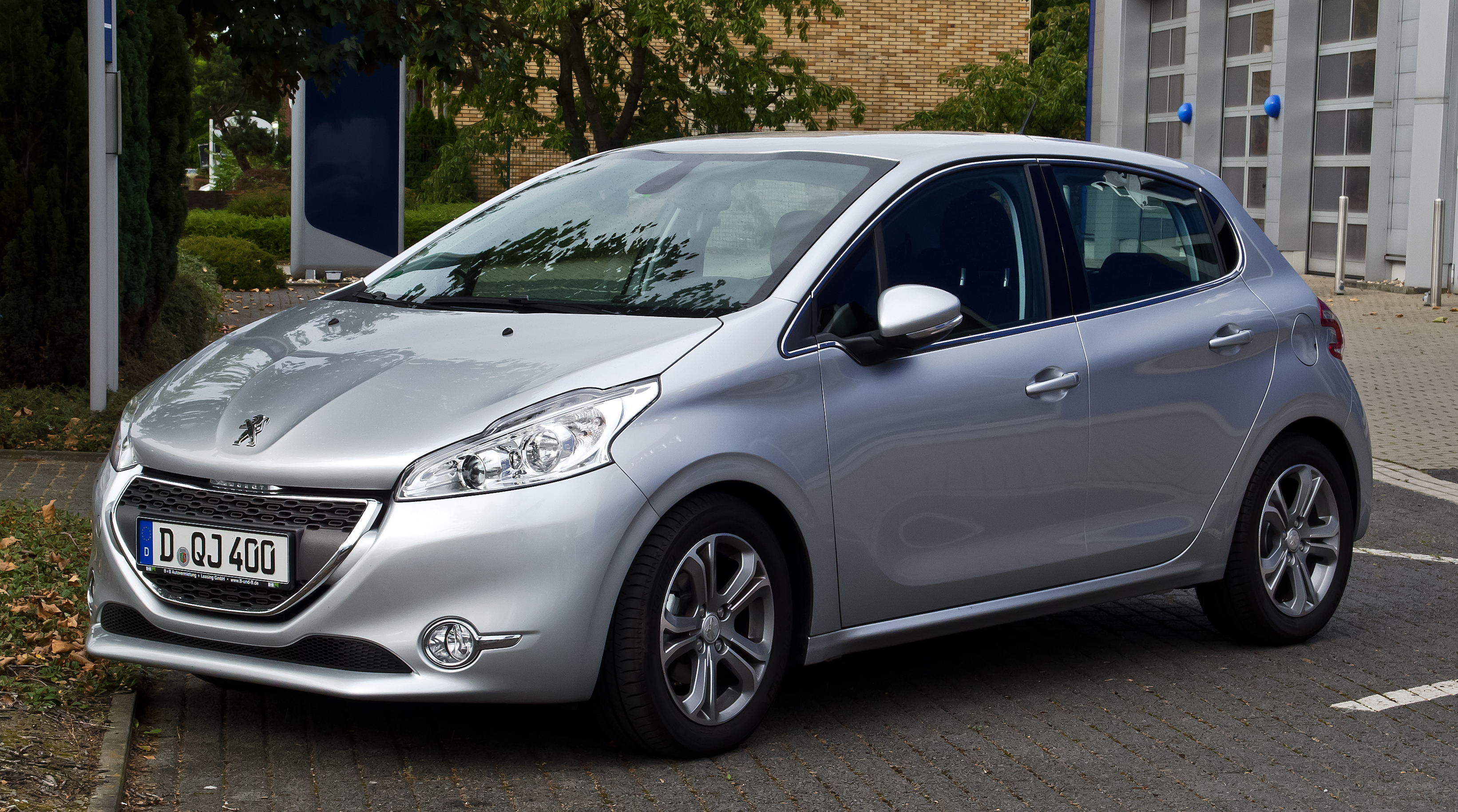
208 de 2012, Coche del Año 2013 en España y en Italia

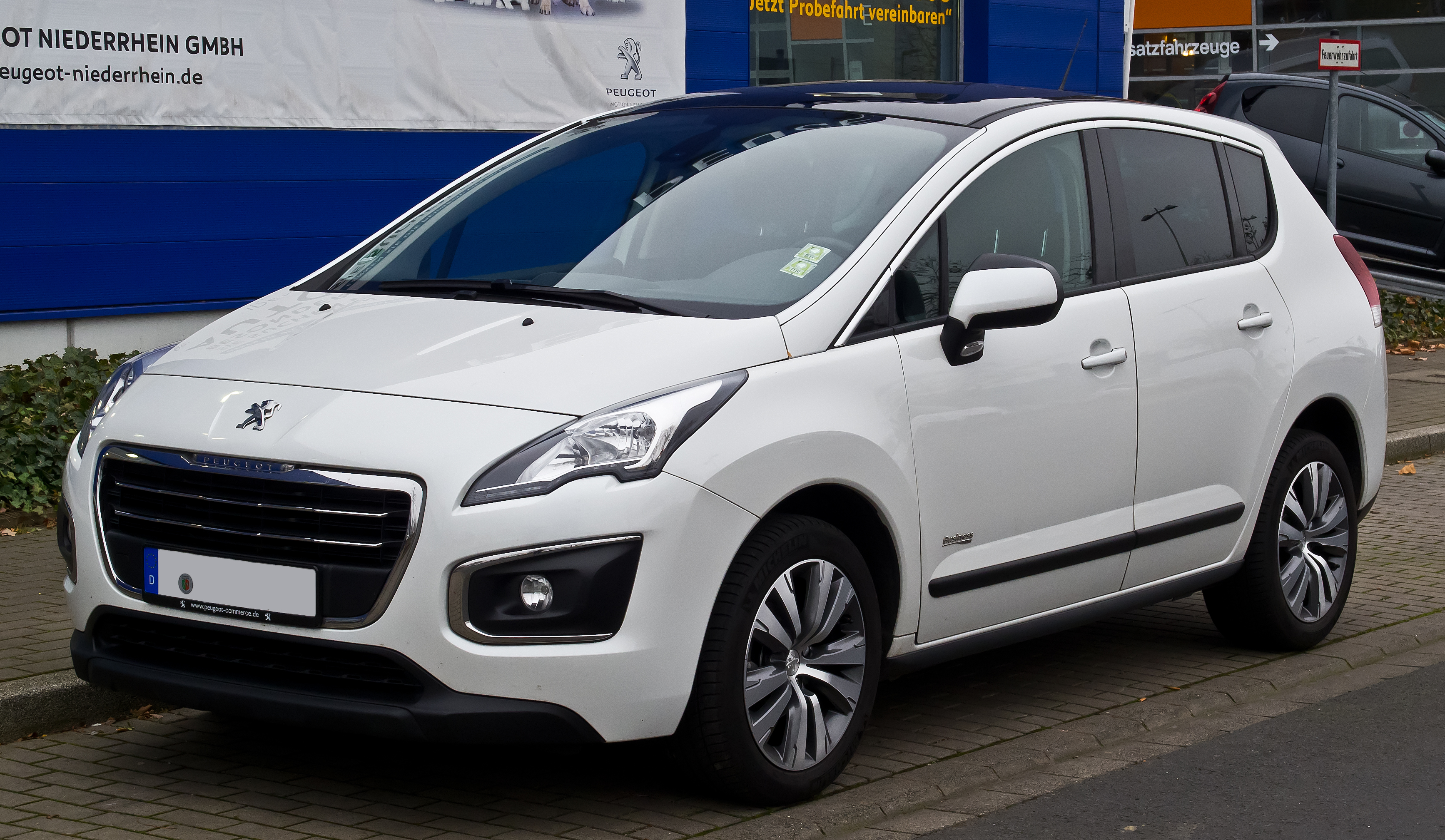
3008 Business-Line en Düsseldorf en noviembre de 2014

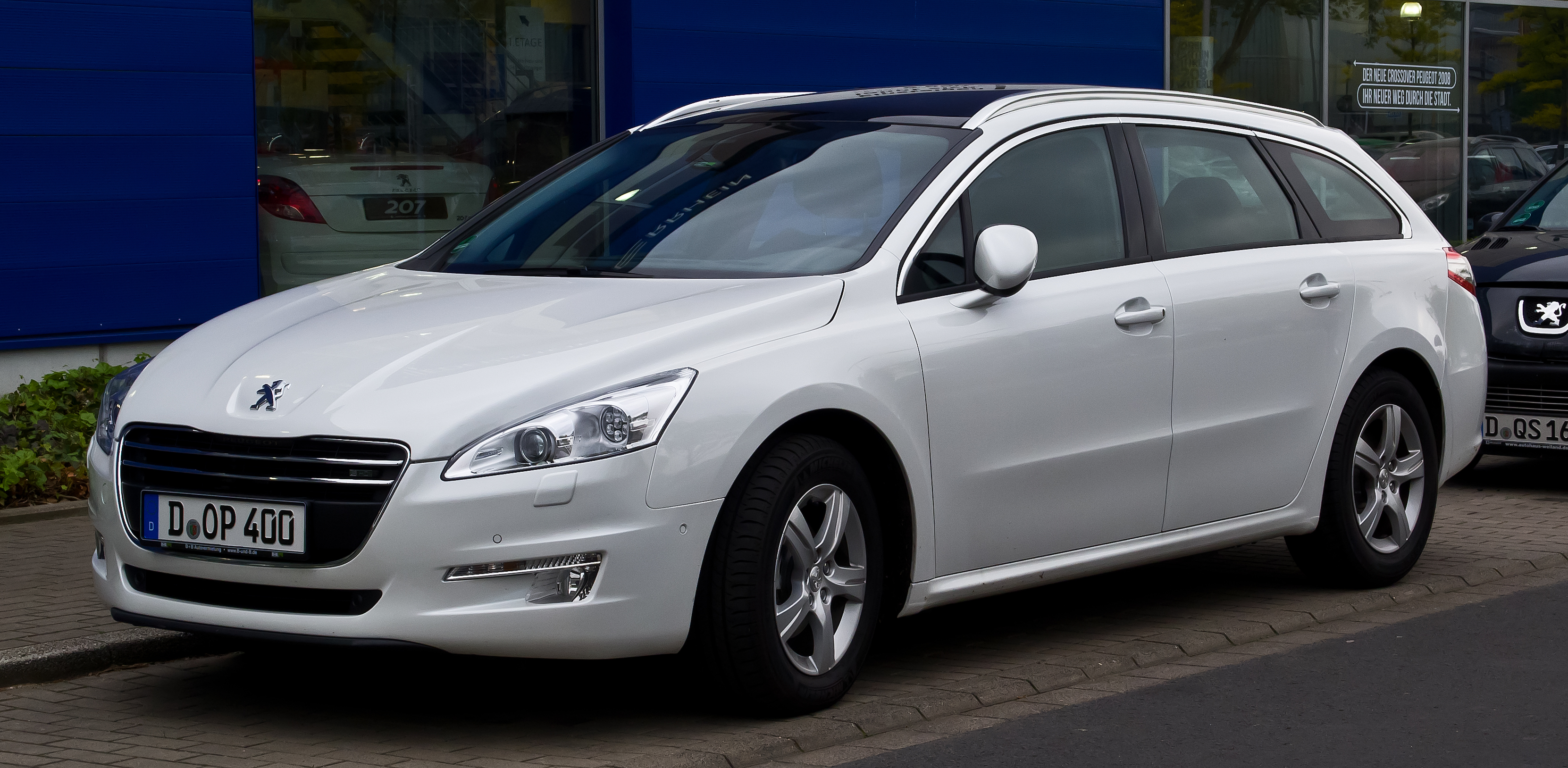
508 SW e-HDi en Düsseldorf en junio de 2013

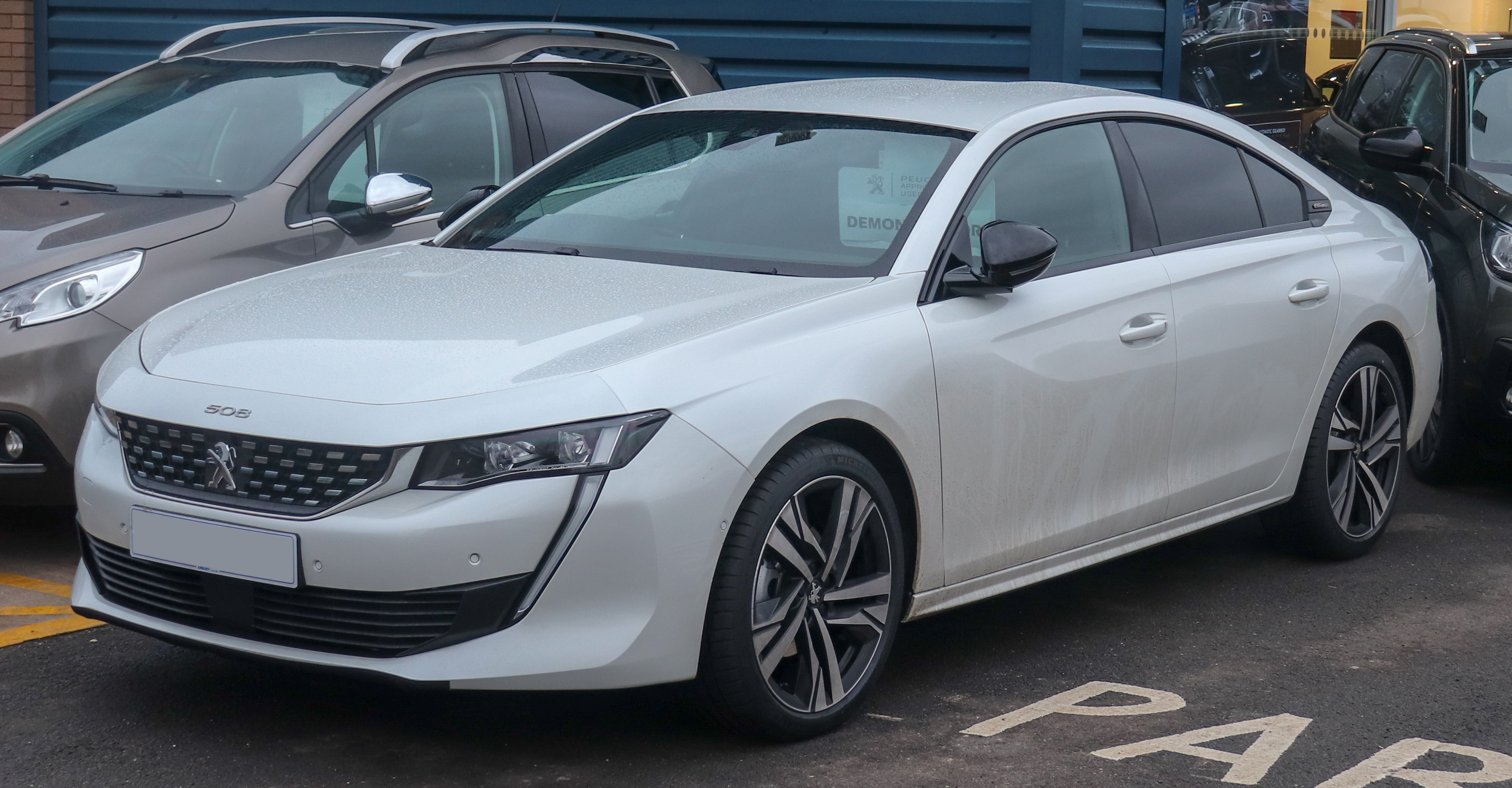
508 GT-Line BlueHDi 1.5 de 2019

### Coche del Año Mundial WWCOTY
- 2022 – 308[cita requerida]

### Coche del Año en Europa
- 1969 – 504
- 1988 – 405
- 2002 – 307
- 2014 – 308
- 2017 – 3008
- 2020 – 208

Cuatro modelos también se clasifican segundo o tercer lugar de los votos.
- 1980 – 505
- 1984 – 205
- 1995 – 406
- 1999 – 206

El 508 también se ha consagrado como finalista en el Coche del Año en Europa de 2019.[cita requerida]

### Coche del Año en España
- 1981 – Talbot Horizon
- 1985 – 205
- 1999 – 206
- 2002 – 307
- 2004 – 407
- 2006 – 1007
- 2007 – 207
- 2012 – 508
- 2013 – 208
- 2014 – 308

Cuatro modelos también se clasifican segundo o tercer lugar de los votos: el 504 en 1979, el 505 en 1981, el 309 en 1988 y el 406 en 1996.[cita requerida]

### Coche del Año en Italia 'Auto Europa'
- 2007 – 207
- 2010 – 3008
- 2013 – 208
- 2014 – 2008
- 2015 – 308

### Coche del Año en Irlanda
- 1997 – 406
- 2010 – 3008

## Modelos de los automóviles
En las nomenclaturas de sus modelos de automóviles se utilizan números de tres cifras cuya decena es un cero. Cada número de esta nomenclatura tiene un significado: La centena, hace alusión al tamaño del vehículo. La decena, es un cero que fue adoptado por la empresa como marca registrada. Mientras que la unidad, representa la generación del automóvil; esto se contrasta un poco ya que hubo modelos con números que salieron antes de lo que correspondía, por ejemplo: el 309 antes del 306. Según cuentan, el 0 también servía para tapar, en los primeros coches, la manivela con la que se le daba arranque.[cita requerida]
Yendo a la centena de estas nomenclaturas, la misma indicaba el tamaño del automóvil. Por eso, los significados son los siguientes:
1. Automóvil subcompacto o segmento A.
2. Automóvil compacto urbano o segmento B.
3. Automóvil compacto o segmento C.
4. Automóvil compacto de alta gama o segmento D.
5. Automóvil ejecutivo o segmento E.
6. Automóvil compacto semideportivo o segmento F.
7. Monovolumen.
8. Automóvil deportivo, superdeportivo o sport prototipo.

Debido a que comenzaron a escasear los números para nombrar a sus autos, Peugeot ahora intentará la implementación de números millares, pasando la centena a ser otro cero, siendo el formato de la nomenclatura #00#.[cita requerida]
Entre algunos de los modelos que se comercializan actualmente en España se encuentra el 208, su versión deportiva 208 GTi, el crossover urbano 2008, el sedán compacto nuevo 308, el familiar 508, el 3008, el vehículo todoterreno 4008, el monovolumen 5008 y el cupé deportivo RCZ y su versión RCZ-R. En lo relativo a vehículos comerciales, comercializa el Partner, fabricado en el Centro de Producción del Groupe PSA en Vigo, España; y en la planta de El Palomar, Argentina: y los utilitarios Bipper, Expert y Boxer.
Debido a que el número 9 se utilizó en modelos de generaciones anteriores y para evitar confusiones, los modelos actuales y sus generaciones futuras permanecerán con la denominación finalizada en el número 8.

### Vehículos de producción
| Serie 100                                                                      | |
| 104 (1972-1991)                                                                | |
| 106 (1991-2003)                                                                | |
| 107 (2005-2014)                                                                | |
| 108 (2014-presente)                                                            | |
| Serie 200                                                                      | - 201 (1929) - 202 (1938) - 203 (1948) - 204 (1965) - 205 (1983) - 205 T16 (1985), serie limitada para la homologación en el grupo B de rallyes - 206 (1999), el reemplazo del 205 - 206 GT (1999), serie limitada - 206 WRC (1999), serie limitada para la homologación World Rally Car - 206 CC (2001), cupé cabriolet - 206 SW (2001) familiar - 206 RC (2003) - 206 sedán de 4 puertas (2006) - 207 (2006) - 207 Compact (2008) serie en el mercado hispanoamericano, facelift del 206 inspirado en el 207 que se vende en Europa. 206+ (2009) misma serie en el mercado europeo - 208 (2012) - 208 II (2019) |
| Serie 300                                                                      | - 301 (1932) - 301 (2012) - 302 (1936) - 304 (1969) - 305 (1977) - 306 (1993), sustituto del 305 - 307 (2001) - 307 SW, break (familiar) - 307 CC, coupé cabriolet - 308 (2007) - 308 SW, break (familiar) - 308 CC, coupé cabriolet - 308 II (2014) - 308 II SW, break (familiar) - 308 III (2021) - 309 (1985) |
| Serie 400                                                                      | - 401 (1934) - 402 (1935) - 403 (1955) - 404 (1960) - 405 (1987) - 406 (1995) - 406 cupé (1996) - 407 (2004) - 407 SW (2004), break - 407 Coupé (2004), coupé - 408 (2010), es la versión sedán (Saloon) del Peugeot 308 en China |
| Serie 500                                                                      | |
| 504 (1968) En Europa se estuvo vendiendo hasta 1987. En Sudamérica hasta 1999. | |
| 505 (1981)                                                                     | |
| 508 (2010) - 508 II (2018)                                                     | |
| Serie 600                                                                      | Peugeot 601 (1934-1935) |
| Serie 600                                                                      | 604 (1975) |
| Serie 600                                                                      | 605 (1989) |
| Serie 600                                                                      | 607 (1999) |
| Serie 800                                                                      | 806 (1994-2002) |
| Serie 800                                                                      | 807 (2002) |
| Serie 900                                                                      | La serie 900 es la única que no llegó a la producción, de esta serie solo existen dos modelos de competición y un prototipo deportivo de la marca. |
| Serie 900                                                                      | 905 |
| Serie 900                                                                      | 907 |
| Serie 900                                                                      | 908 |
| Serie 1000                                                                     | 1007 (2005) |
| Serie 2000                                                                     | 2008 (2013) - 2008 II (2020) |
| Serie 3000                                                                     | 3008 (2008) - 3008 I (2008) |
| Serie 4000                                                                     | 4007 (2007) |
| Serie 4000                                                                     | 4008 (2012) |
| Serie 5000                                                                     | 5008 (2009) - (5008 I) (2009) |
| Sin Números                                                                    | RCZ (2009) |
| Sin Números                                                                    | Mitsubishi i-MiEV (renombrado como Peugeot iOn) (2009) |

A Peugeot se le reconoció una vieja rivalidad con Porsche. Una de las chispas que hicieron estallar esta rivalidad, se debió al famoso número cero de la decena que Peugeot había registrado para sí, ya que Porsche intentó bautizar a uno de sus modelos como Porsche 901. Peugeot, no aceptó que Porsche utilice una nomenclatura que a su entender le pertenecía, por lo que inició acciones legales para que Porsche desista de este emprendimiento. Fue por esto que Porsche debió bautizar a su coche como Porsche 911.
Hoy en día, ambas empresas mantienen una buena relación. El 307 y 605 utilizaron en su momento una transmisión automática Triptronic de origen Porsche, como también el uso de la centena número 9 por parte de Peugeot para nombrar a sus coches deportivos, uso que fuera cedido en su momento por Porsche.

### Vehículos industriales
| Vehículos utilitarios ligeros | DMA, (1941-1950)      |
| Vehículos utilitarios ligeros | D3, (1946-1955)       |
| Vehículos utilitarios ligeros | D4, (1955-1965)       |
| Vehículos utilitarios ligeros | J7, (1965-1980)       |
| Vehículos utilitarios ligeros | J9, (1981-)           |
| Vehículos utilitarios ligeros | J5, (1981-)           |
| Vehículos utilitarios ligeros | P4, 4x4 militar       |
| Vehículos utilitarios ligeros | Sevel Expert, (1994-) |
| Vehículos utilitarios ligeros | Sevel Boxer, (1994-)  |
| Vehículos utilitarios ligeros | Partner, (1997-)      |
| Vehículos utilitarios ligeros | Bipper, (2007-)       |

### Vehículos históricos

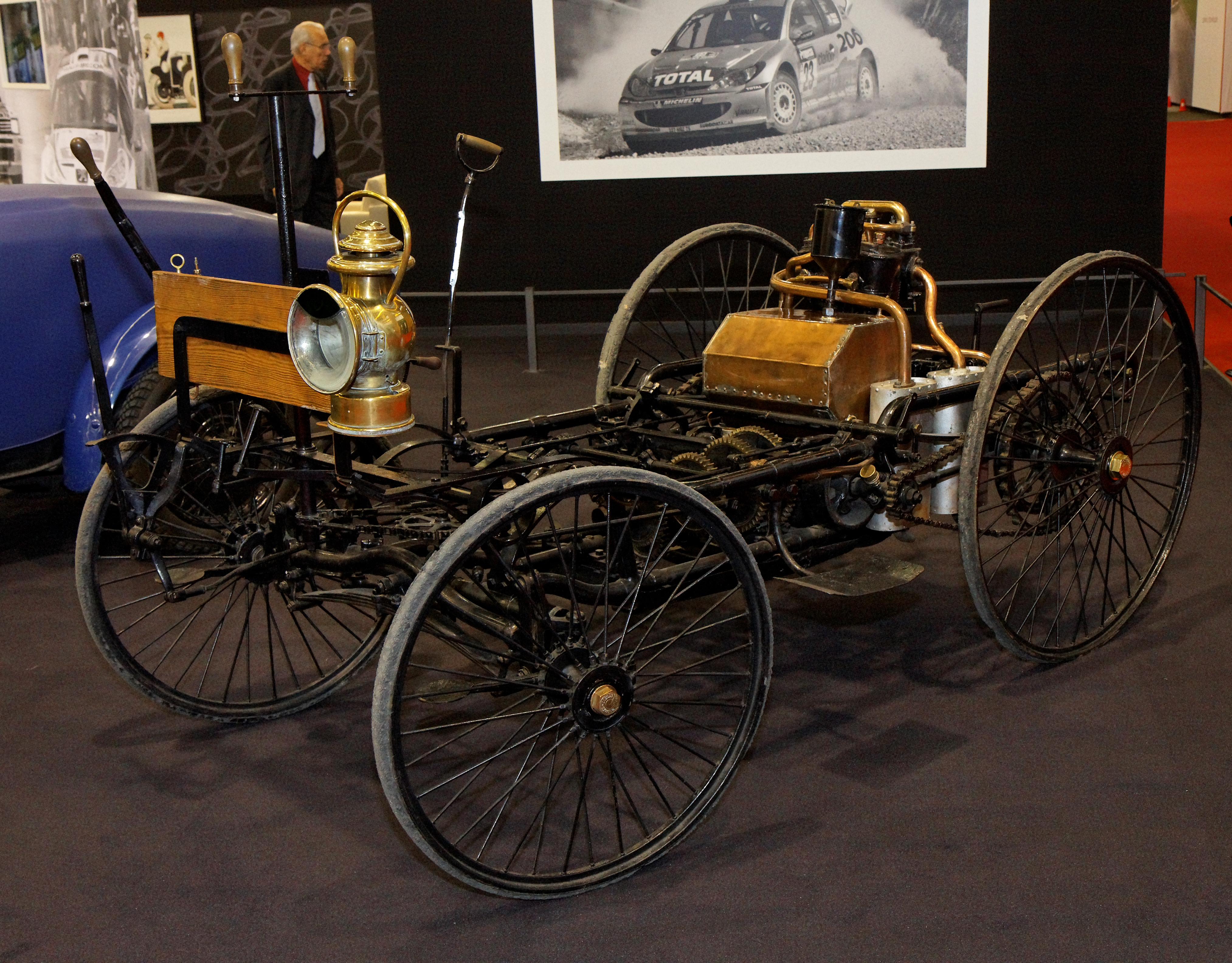
Type 7 de 1894 en Rétromobile de 2011

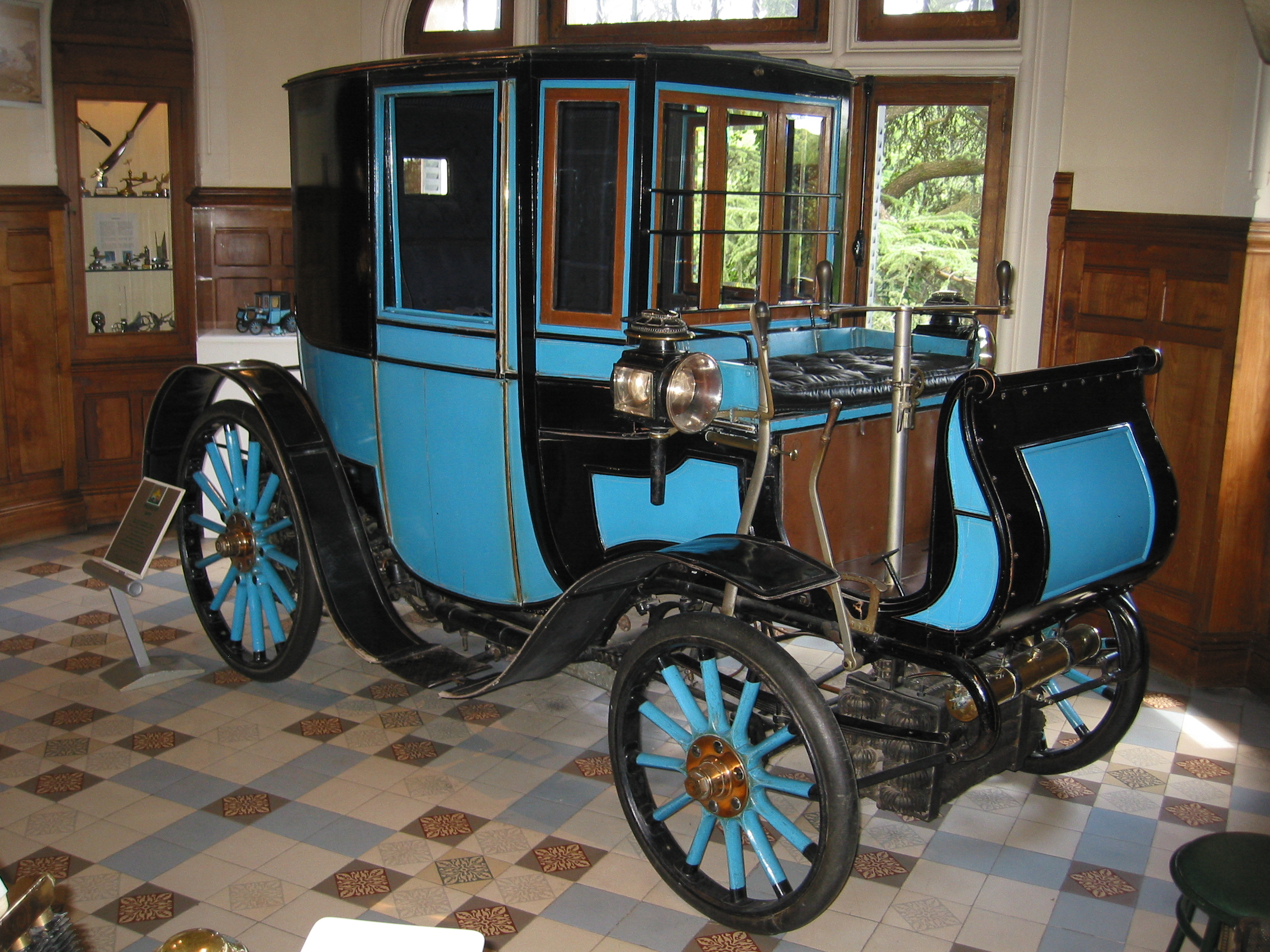
Type 27 de 1899

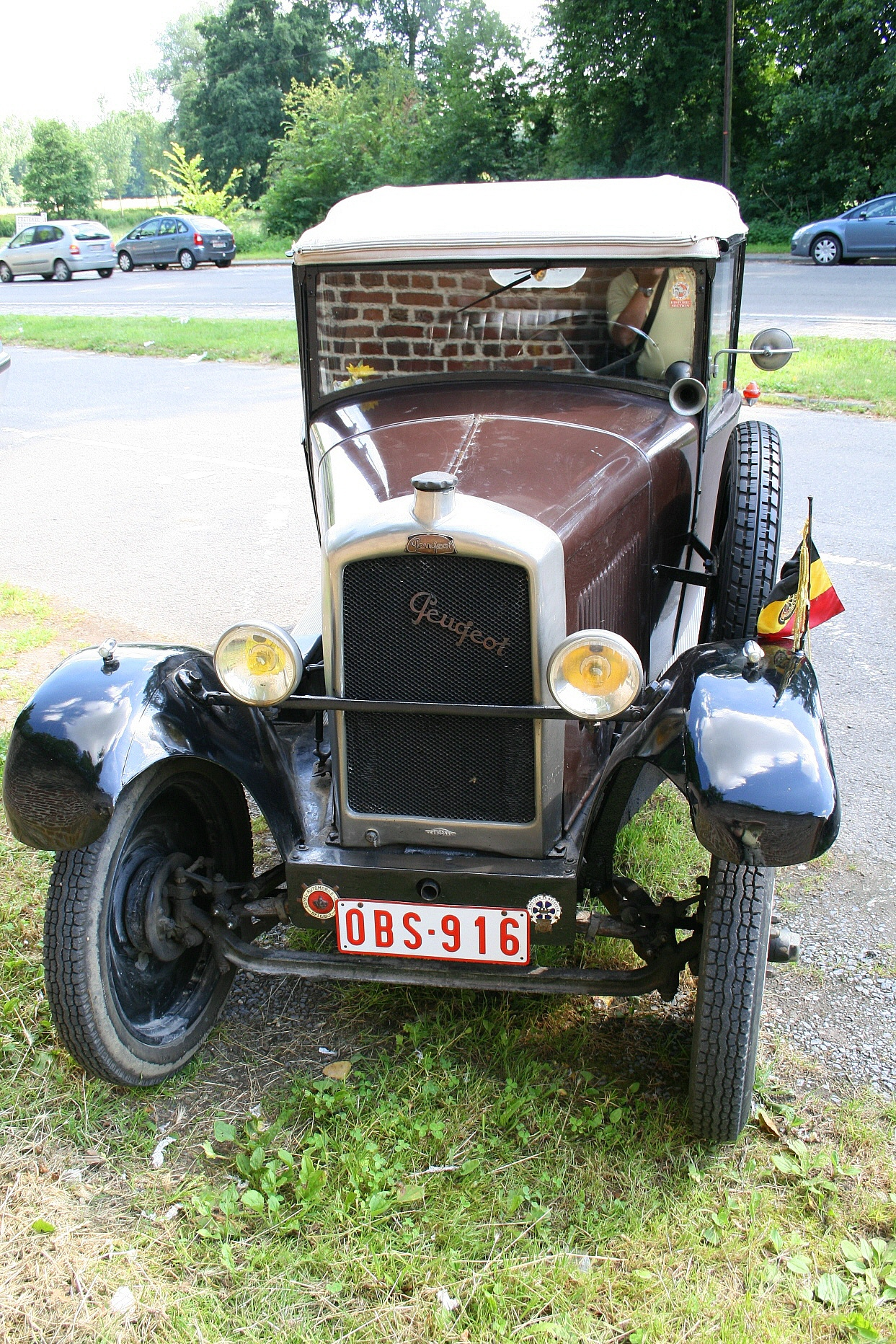
Type 190 S ancêtre

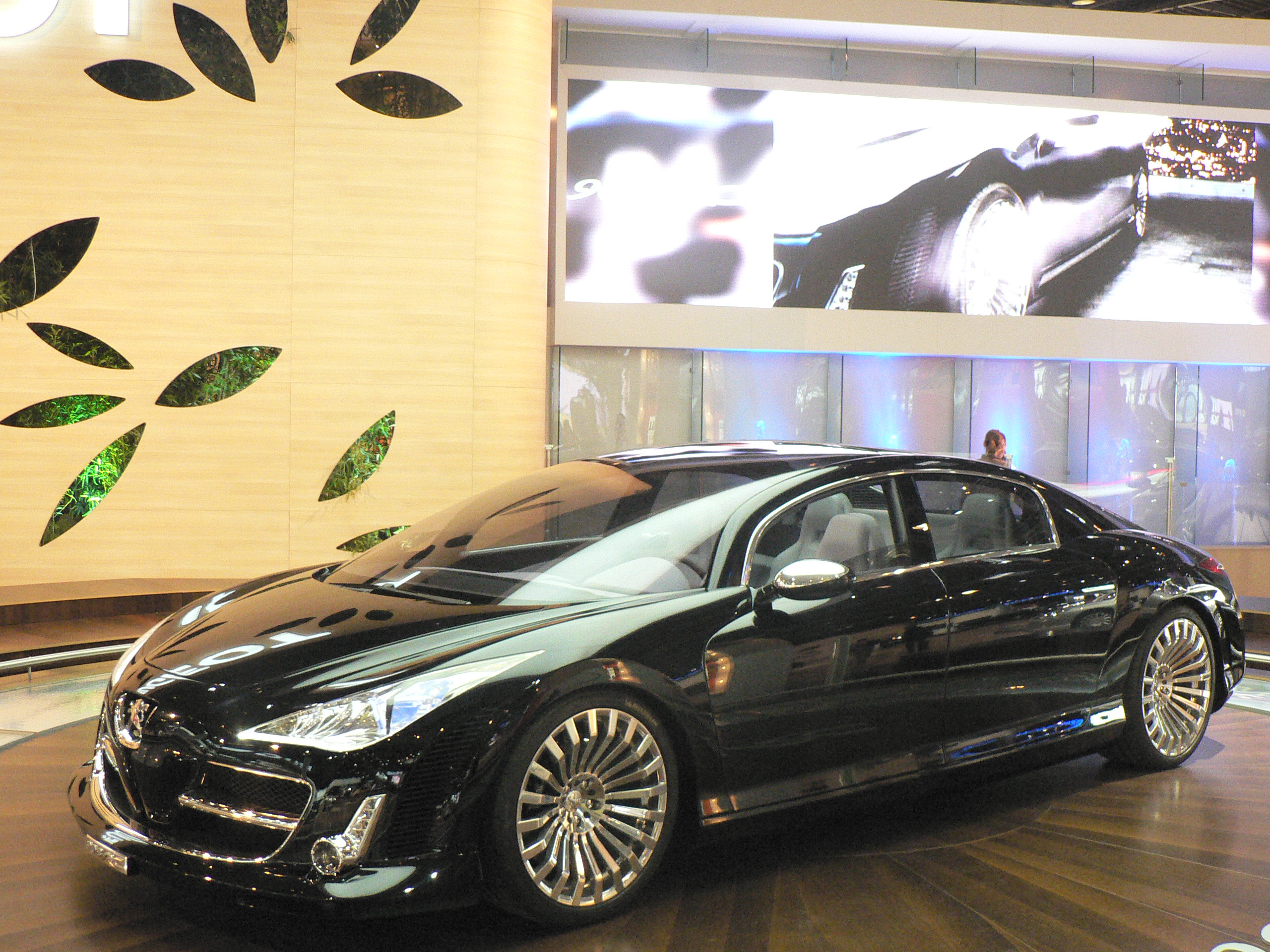
908 RC 2006

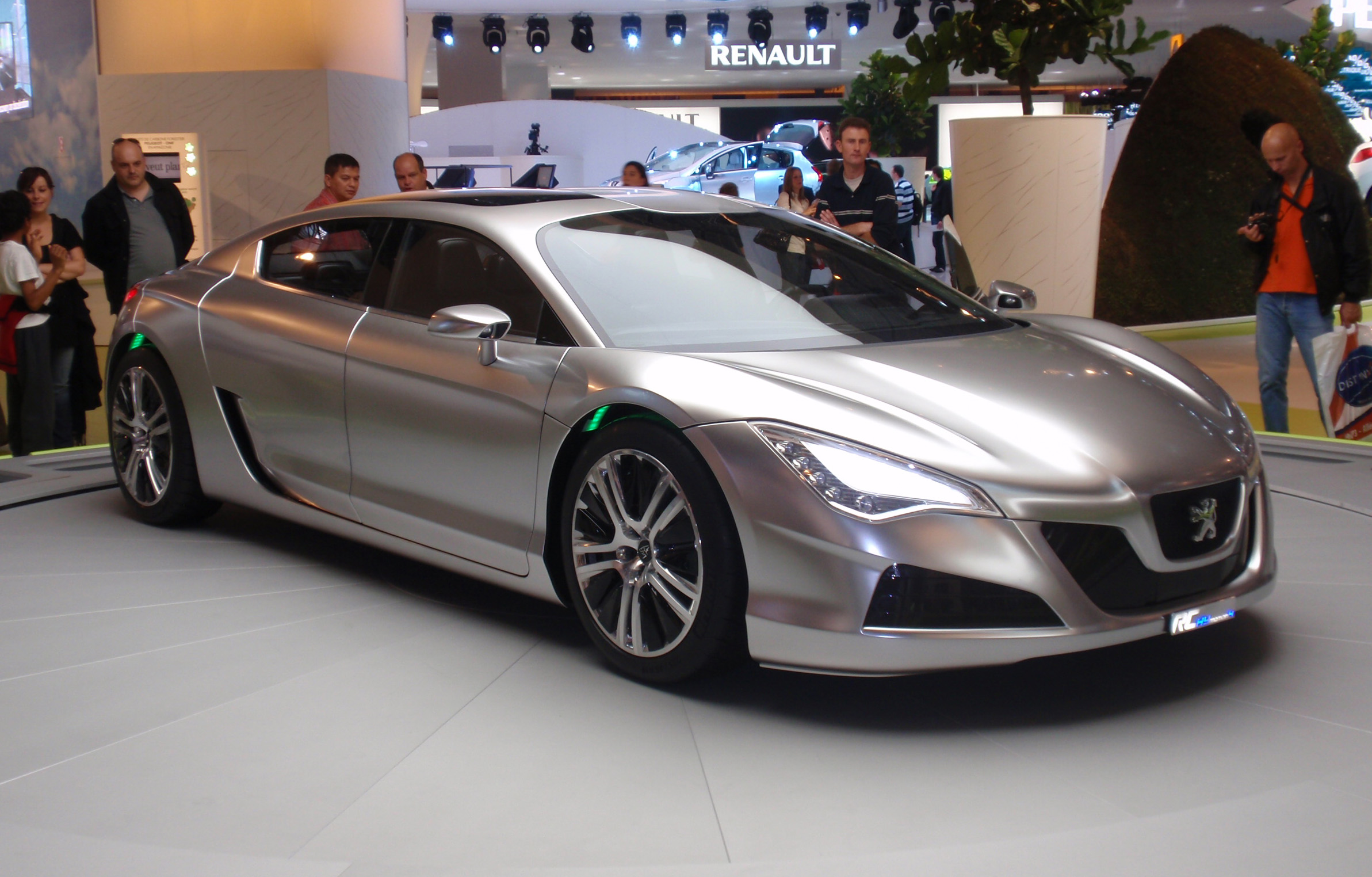
RC Hybrid4 2008

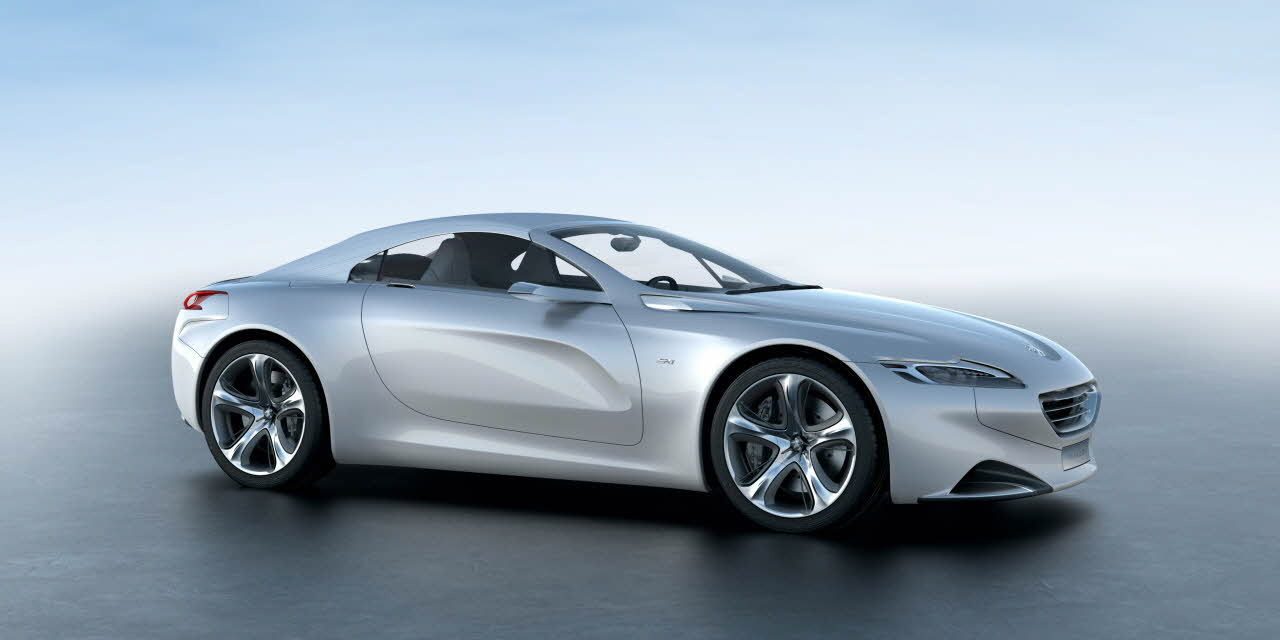
SR1 2010

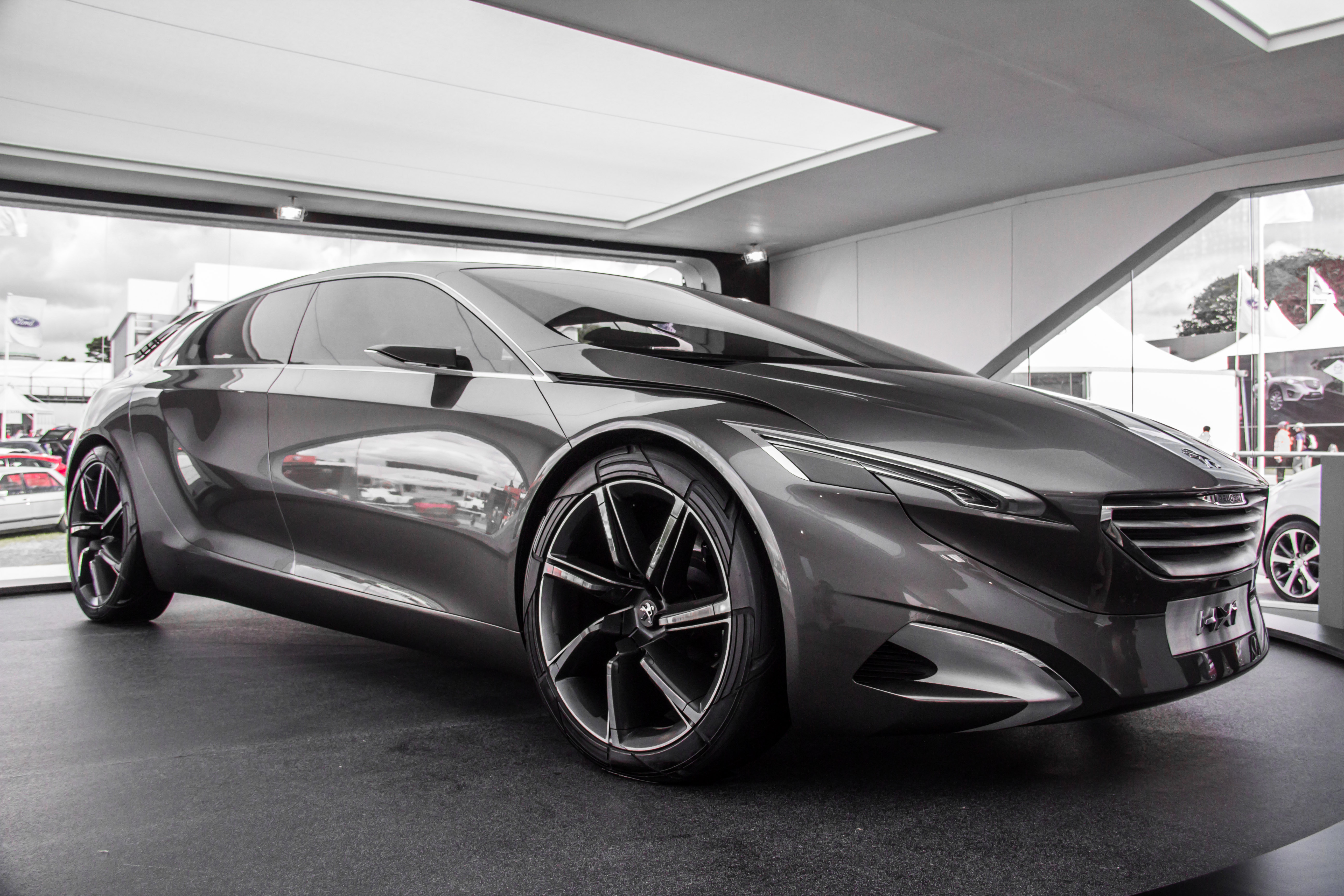
HX1 2011

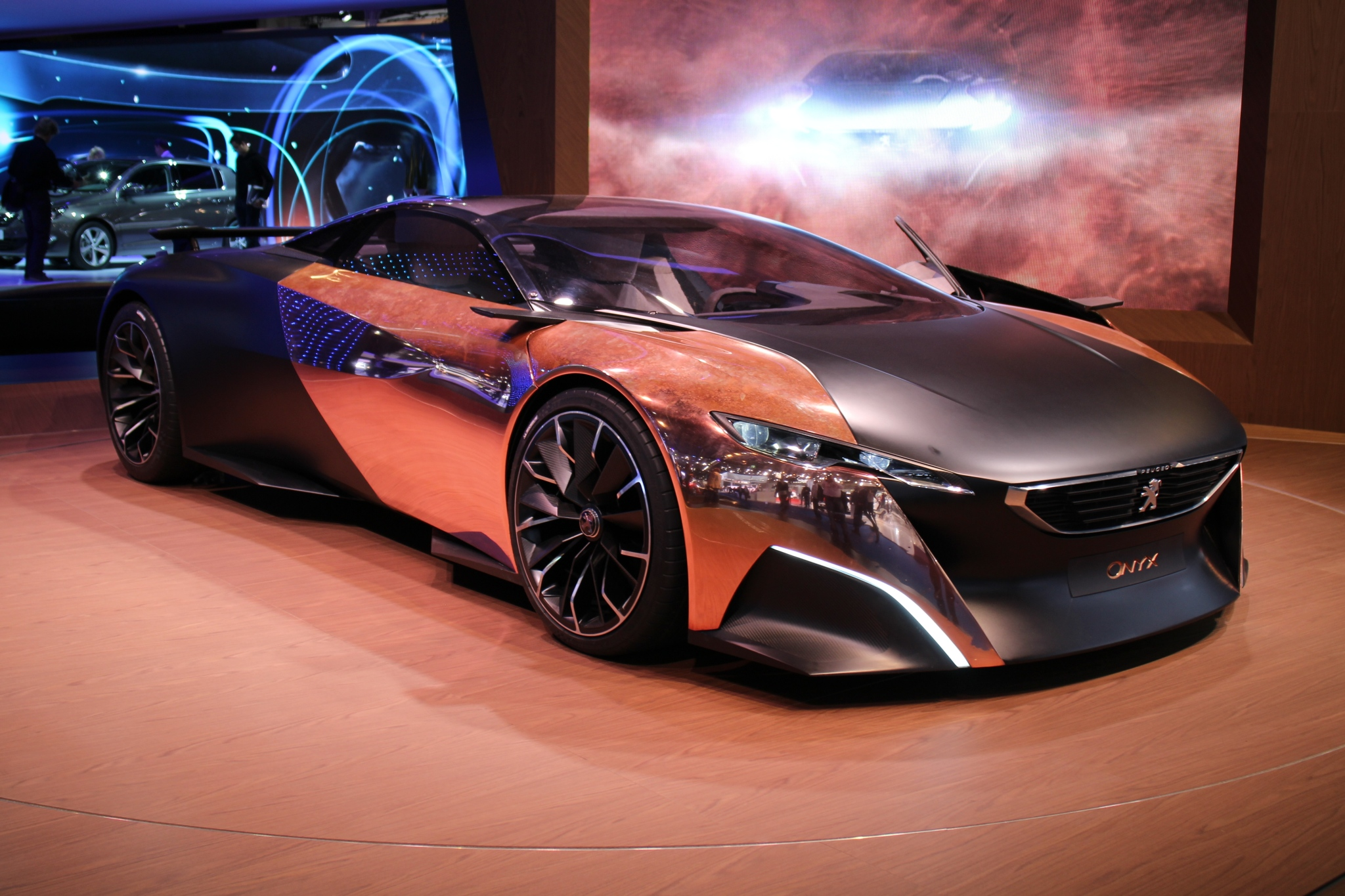
Onyx de 2012

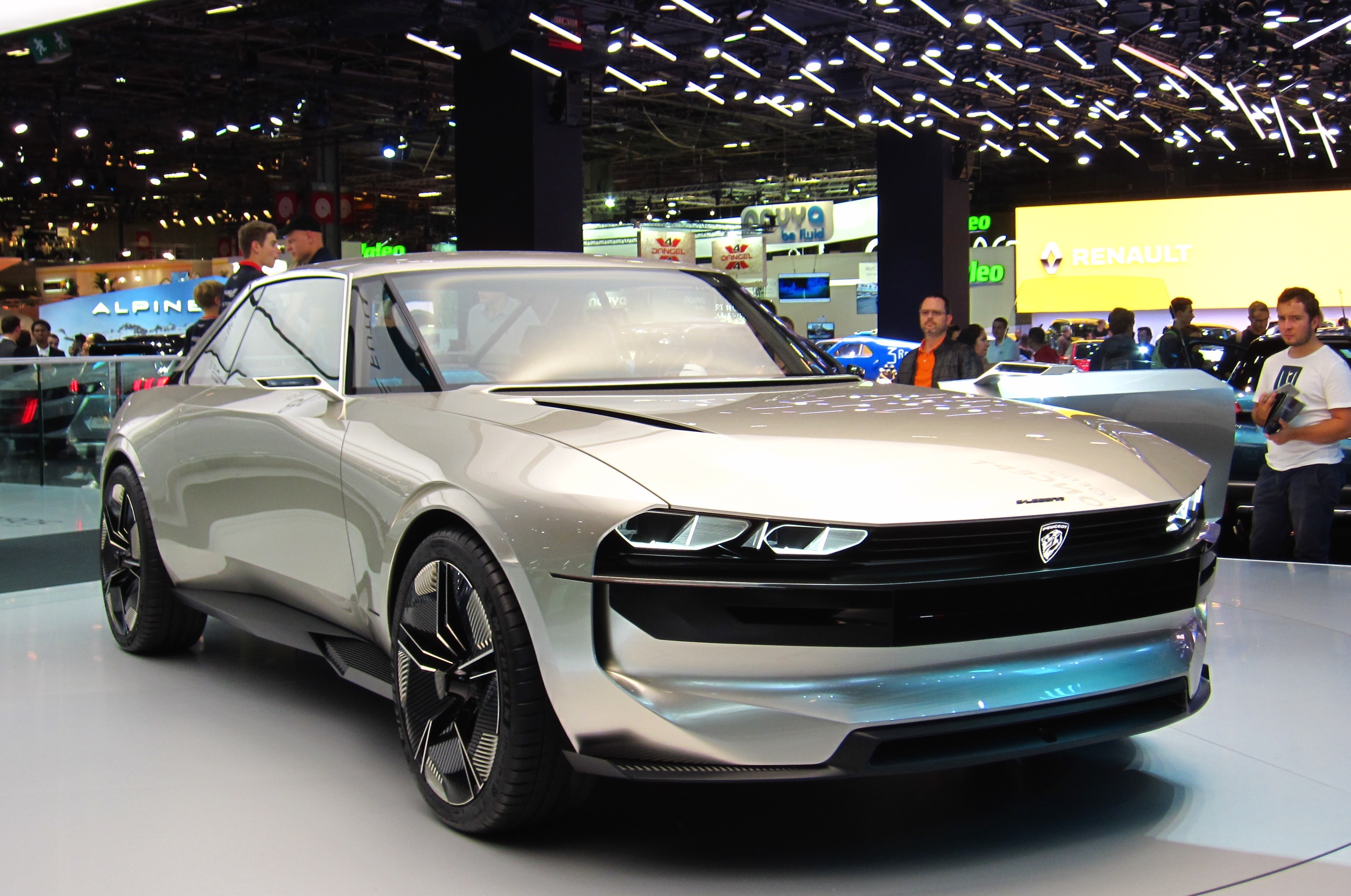
Concepto e-Legend de 2018

| Serie Tipo | - Tipo 1 - Tipo 2 - Tipo 3 - Tipo 4 - Tipo 5 - Tipo 6 - Tipo 7 - Tipo 8 - Tipo 9 - Tipo 10 - Tipo 15 - Tipo 16 - Tipo 17 - Tipo 19 - Tipo 24 - Tipo 26 - Tipo 27 - Tipo 31 - Tipo 33 - Tipo 35 - Tipo 36 - Tipo 39 - Tipo 42 - Tipo 43 - Tipo 44 - Tipo 48 - Tipo 50 - Tipo 56 - Tipo 58 - Tipo 67 - Tipo 69 - Tipo 78 - Tipo 79 - Tipo 81 - Tipo 91 - Tipo 105 - Tipo 111 - Tipo 116 - Tipo 117 - Tipo 120 - Tipo 122 - Tipo 125 - Tipo 126 - Tipo 127 - Tipo 129 - Tipo 130 - Tipo 131 - Tipo 134 - Tipo 139 - Tipo 143 - Tipo 148 - Tipo 150 - Tipo 153 - Tipo 159 - Tipo 160 - Tipo 161 - Tipo 163 - Tipo 164 - Tipo 172 - Tipo 174 - Tipo 175 - Tipo 176 - Tipo 177 - Tipo 181 - Tipo 183 - Tipo 184 - Tipo 190 - Tipo 501 - Tipo 1583 |
| Serie Lion | - Lion Phaeton - Lion V4C3 - Lion VA - Lion VC2 |
| Otros      | - VLV |

### Modelos concepto
| Prototipos concepto | - Quasar (1984) - Proxima (1986) - Oxia (1988) - Ion (1994) - Touareg (1996) - Asphalte (1996) - 806 Runabout (1997) - 20♥ (1998) - Escapade (1998) - Les City Toyz (2000) - 607 Féline (2000) - Sésame (2002) - 607 Pescarolo (2002) - 307 CC (2002) - H2O (2002) - RC (2002) - Hoggar (2003) - 407 Elixir (2003) - 4002 (2003) - 407 Silhouette (2004) - Quark (2004) - 907 (2004) - Coupé 407 Prologue (2005) - 20Cup (2005) - 908 RC (2006) - Spider 207 (2006) - RC HYbrid4 HYmotion4 (2008) - RD (2008) - BB1 (2009) - EX1 (2010) - HR1 (2010) - SR1 (2010) - 5 by Peugeot (2010) - HX1 (2011) - SXC (2011) - Onyx (2012) - Exalt (2014) - Quartz (2014) - e-Legend (2018) |

### Vehículos motocicletas

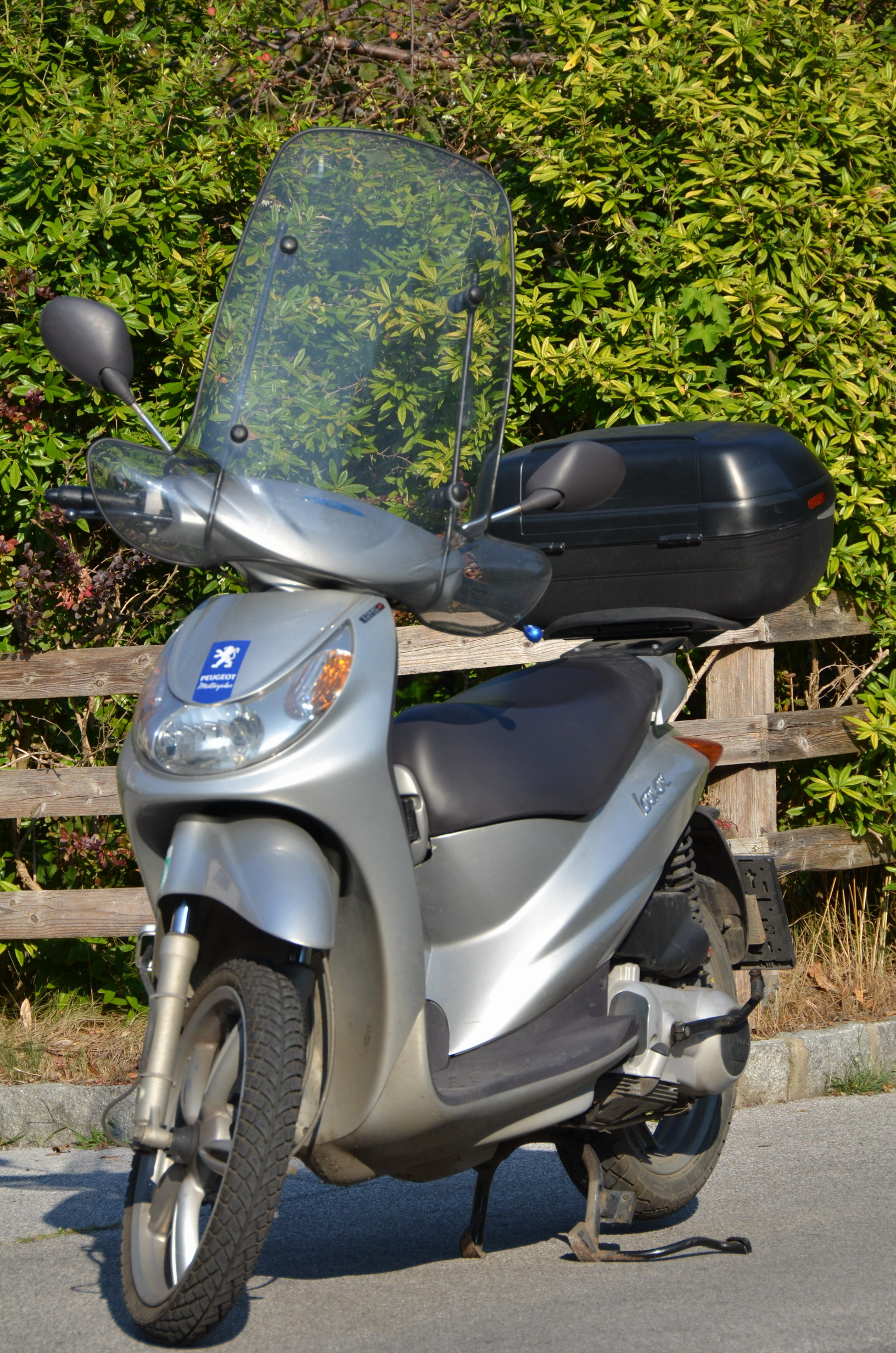
Looxor 125.

| Motos | - Buxy - Citystar - Elyséo - Executive - Jetforce - Looxor - Ludix - Metropolis - Satelis - Speedfight - Satelis - Vivacity - Pulsion |

## Competición
En el campo de la competición, Peugeot Sport ganó 5 veces el Campeonato Mundial de Rally, 7 veces el Rally Dakar, 2 veces el Copa Intercontinental Le Mans (2010, 2011), superando a Toyota y Audi, 2 veces el Campeonato Mundial de Resistencia en 1992 y 1993, 3 veces el Intercontinental Rally Challenge.
El año 2013 Peugeot Sport superó el récord establecido en la carrera de montaña Pikes Peak International Hill Climb con el 208 T16, pilotado por Sébastien Loeb, así como la triple victoria del 208 GTi en la clase de las 24 Horas de Nürburgring.
El año 2015, Peugeot Sport volvió al Rally Dakar, con un equipo formado por el piloto Carlos Sainz y los franceses Stéphane Peterhansel y Cyril Despres. Al equipo se sumaría en el año 2016 Sébastien Loeb. Peugeot consiguió la victoria los años 2016 y 2017, con Stéphane Peterhansel de piloto; y 2018 con Carlos Sainz.

### Campeonato del Mundo de Rallyes

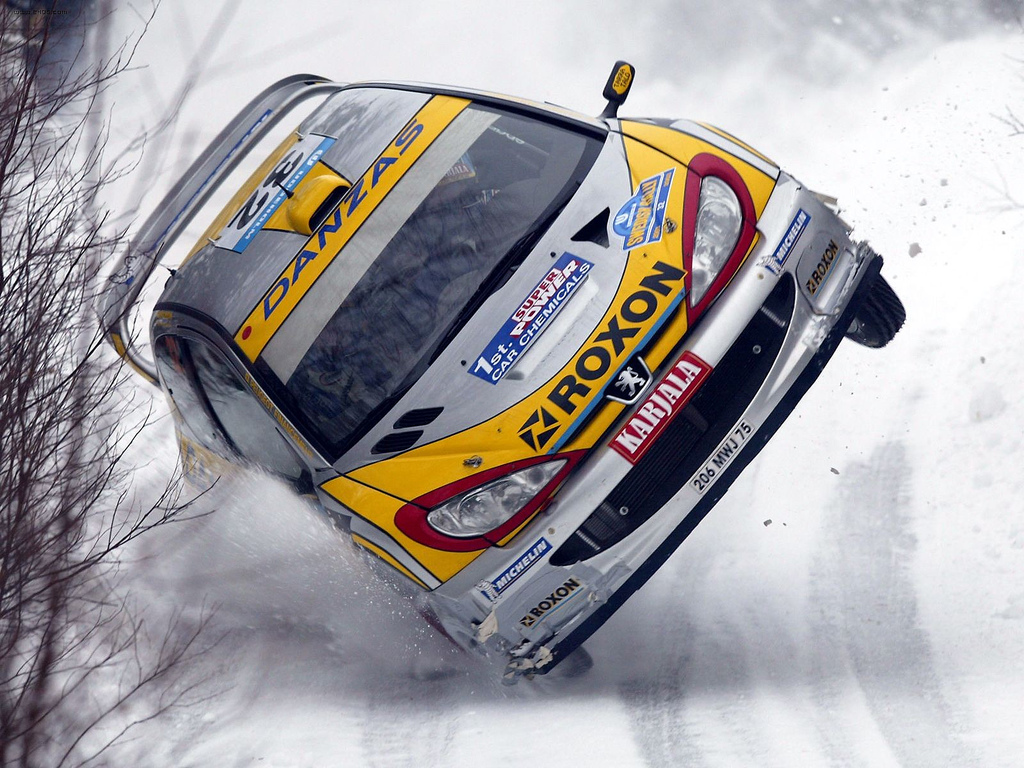
Juuso Pykälistö en su 206 WRC durante el Rally de Suecia de 2003.

Peugeot compitió en el Campeonato Mundial de Rally durante los años 1984 y 1986, y entre 2000 y 2005. Fue el dominador de los rallyes del Grupo B con el 205 Turbo 16 durante los años 1985 y 1986] tanto en la categoría de constructores como en la de pilotos con Timo Salonen y Juha Kankkunen, respectivamente. La marca se retiró con la supresión de la categoría Grupo B.
Regresó al Campeonato del Mundo a finales de 1999 con el 206 WRC, ganando tres veces el campeonato de constructores (2000, 2001 y 2002) y dos el de pilotos con Marcus Grönholm (2000 y 2002). El año 2004 el 206 WRC es sustituido por el 307 WRC, pero no consigue buenos resultados. A finales de 2004 Peugeot anuncia su retirada al final del 2005 y es Citroën la marca del grupo que se pasa a los rallyes, con magníficos resultados.[cita requerida]

### 24 Horas de Le Mans

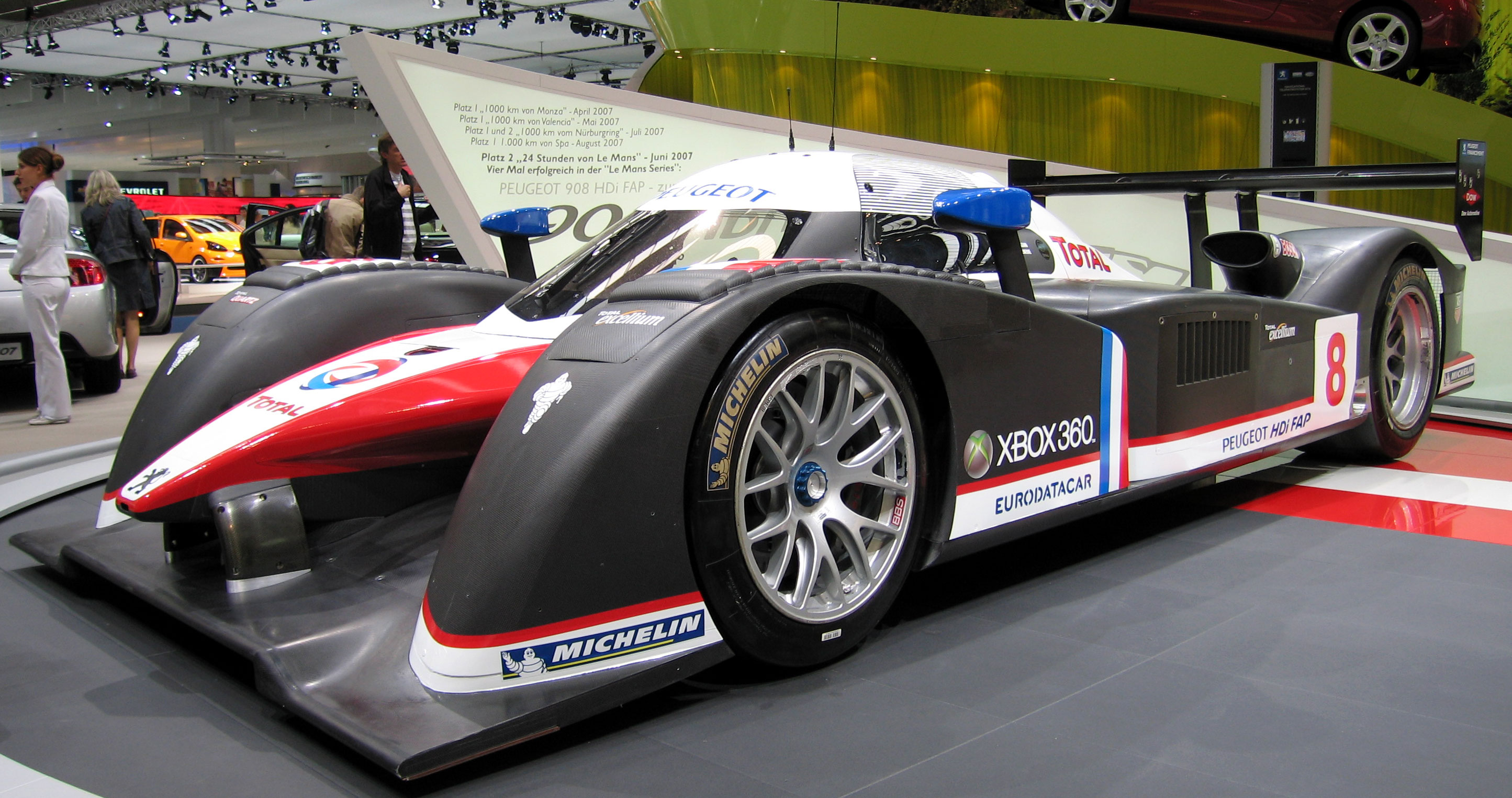
908 HDi FAP.

- 1988: Peugeot alcanza con su WM P 88 los 407 km/h (253 mph) en la "Ligne Droite des Hunaudières" en el circuito de la Sarthe, lo que significó un nuevo récord que todavía sigue vigente.
- 1992: Peugeot gana las 24 Horas de Le Mans con su bólido 905, triplete de Warwick, Dalmas y Blundell.
- 1993: Peugeot gana las 24 Horas de Le Mans con su bólido Peugeot 905, triplete de Brabham, Helary y Bouchut.
- 2009: Peugeot Sport gana las 24 Horas de Le Mans con su bólido 908 HDI FAP, triplete de Marc Gené, David Brabham y Alexander Wurz.

### Fórmula 1
- 1994: Peugeot participa en la máxima especialidad de la mano del equipo McLaren, logró el cuarto puesto en el Campeonato Mundial de Constructores de Fórmula 1.
- 1995-1997: Peugeot cambia los McLaren por los Jordan, fueron quintos en el Mundial en ambos años.
- 1998-2000: Menos afortunada esta etapa de Peugeot en la Fórmula 1, fueron tres años asociados a Prost Grand Prix, la escudería del mítico Alain Prost.

El motor Peugeot se mostró siempre como uno de los más potentes y fiables en sus diferentes versiones. Peugeot se retiraría de la Fórmula 1 en 2000, dejando tras de sí la participación en 115 Grandes Premios.[cita requerida]

## En la cultura popular

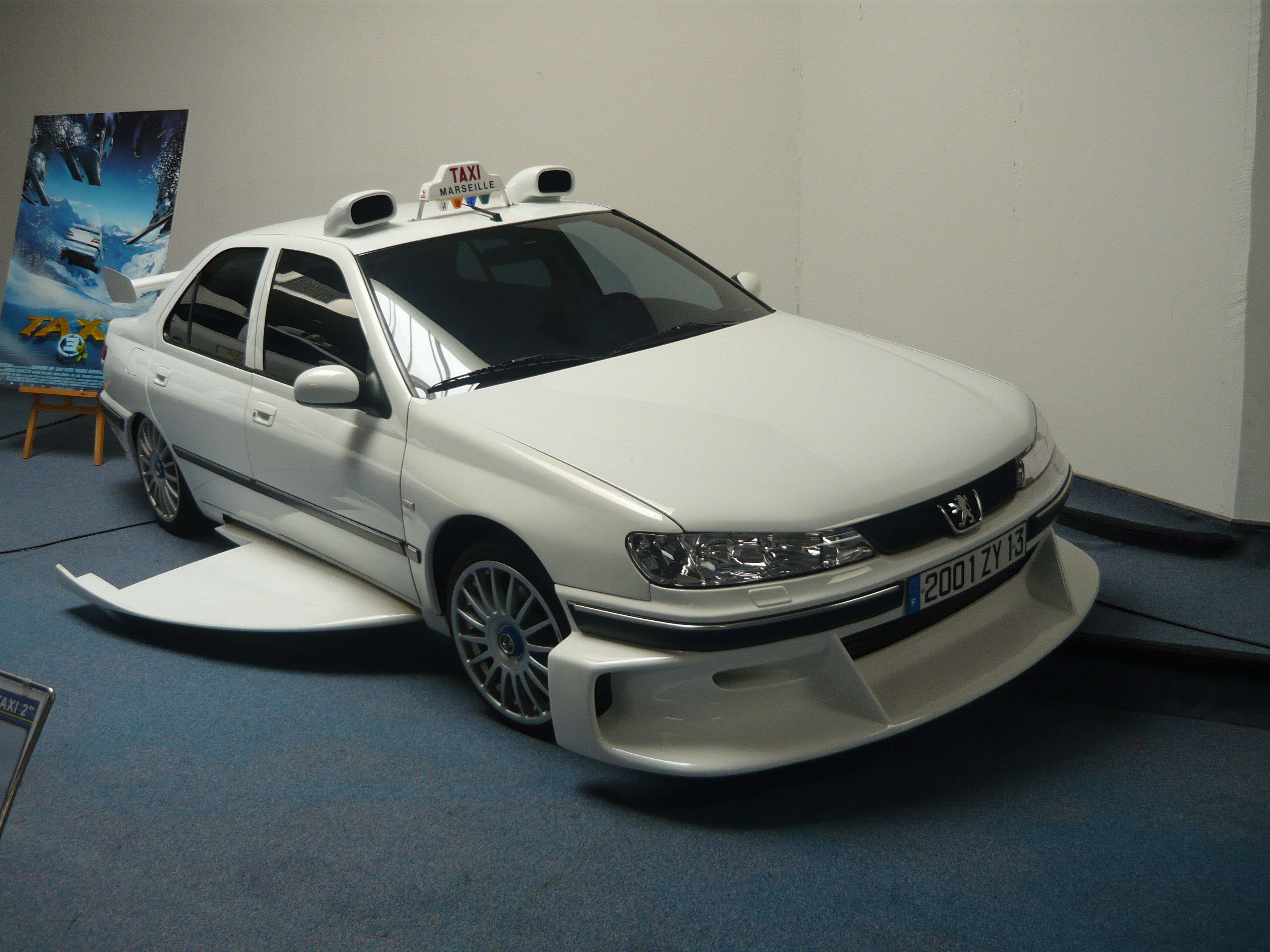
406 de la película Taxi.

- El cantautor chileno Víctor Jara, en su canción "Las Casitas del Barrio Alto", hizo una alusión a que las mismas tenían un coche Peugeot. Al introducir la misma canción durante un concierto en México, se refirió a que es una marca francesa, con un bonito modelo y un traje Prolene, las personas solucionaban los problemas de su vida.

- La película Taxi, protagonizada por el actor francés Samy Naceri, trata sobre las correrías de un extremista chofer de taxis que se involucra en una investigación por robos a bancos franceses por parte de ladrones alemanes. Para esta película, el actor utilizaba como taxi un 406 con modificaciones. En las secuelas se utiliza un 407.

- La película Ronin, protagonizada por Robert De Niro y Jean Reno, se destacan diferentes persecuciones por las calles de Europa. Una de las escenas más populares fue la persecución que protagonizaran De Niro y Reno a bordo de un Peugeot 406, persiguiendo a sus enemigos que huían a bordo de un BMW Serie 3. En algunas escenas, son notorias las participaciones de automóviles Peugeot en diferentes siniestros. Entre estos, se hallan modelos de 306, 405, Partner y patrulleros 205.

- En la película For Your Eyes Only de James Bond, dos 504 participan en una persecución contra un Citroën 2CV, conducido por Bond y Melina.

- En la telenovela chilena La Madrastra, es posible apreciar la gama completa Peugeot de 1981 en Chile; inclusive, el protagonista "Esteban San Lucas" (Walter Kliche) aparecía, en reiteradas ocasiones, a bordo de un 604, modelo muy escaso en dicho país, sin contar los 305, 404 y 504 que aparecen a lo largo de la teleserie.

- En la película The Transporter hace aparición un 607 de alta gama como parte de una persecución del servicio especial de la policía francesa.[cita requerida]

## Evolución histórica de los logotipos

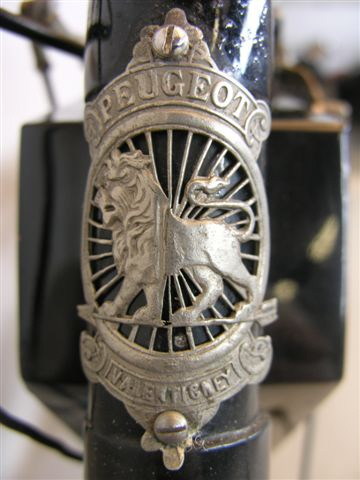
Logotipo de 1900
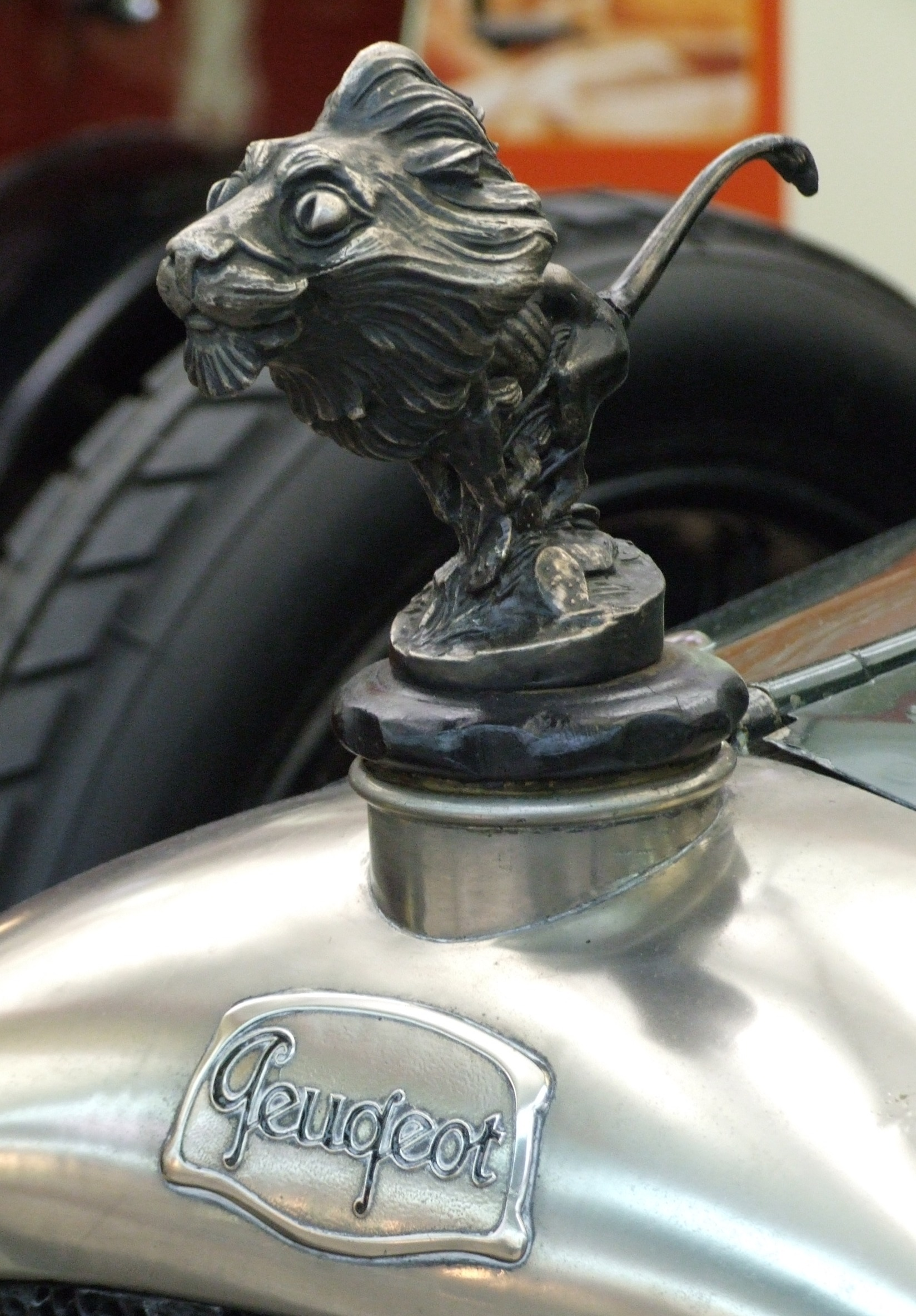
En el Museo Aventure que da la sensación de que la figura tiene movimiento
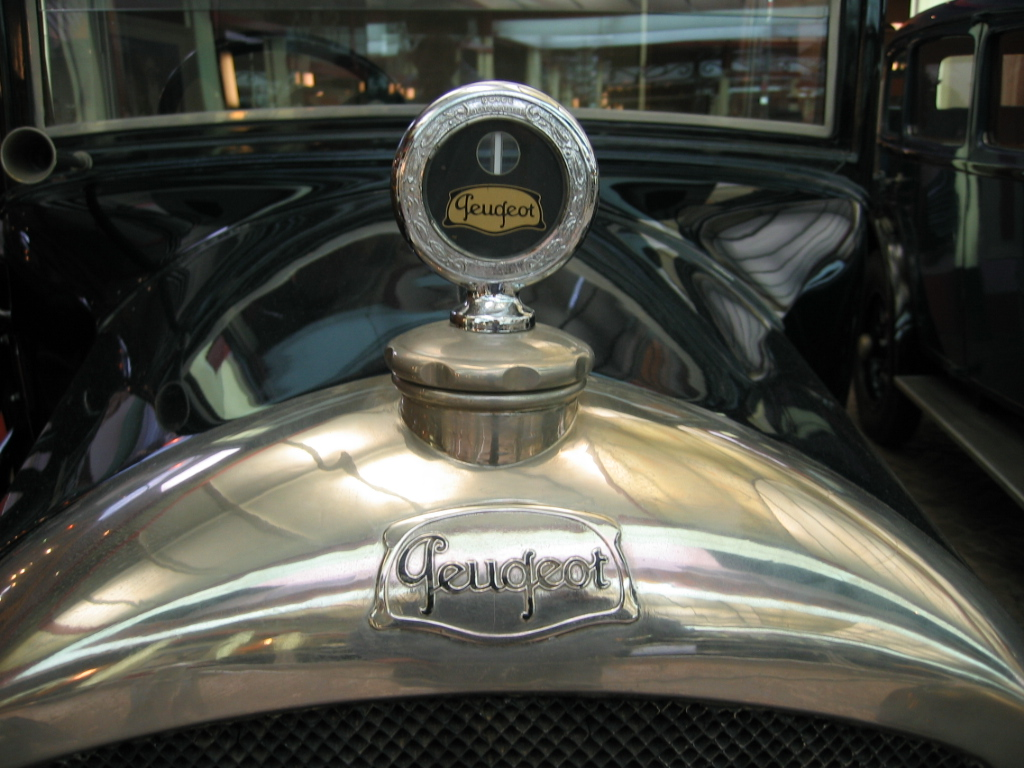
Del modelo Type 153
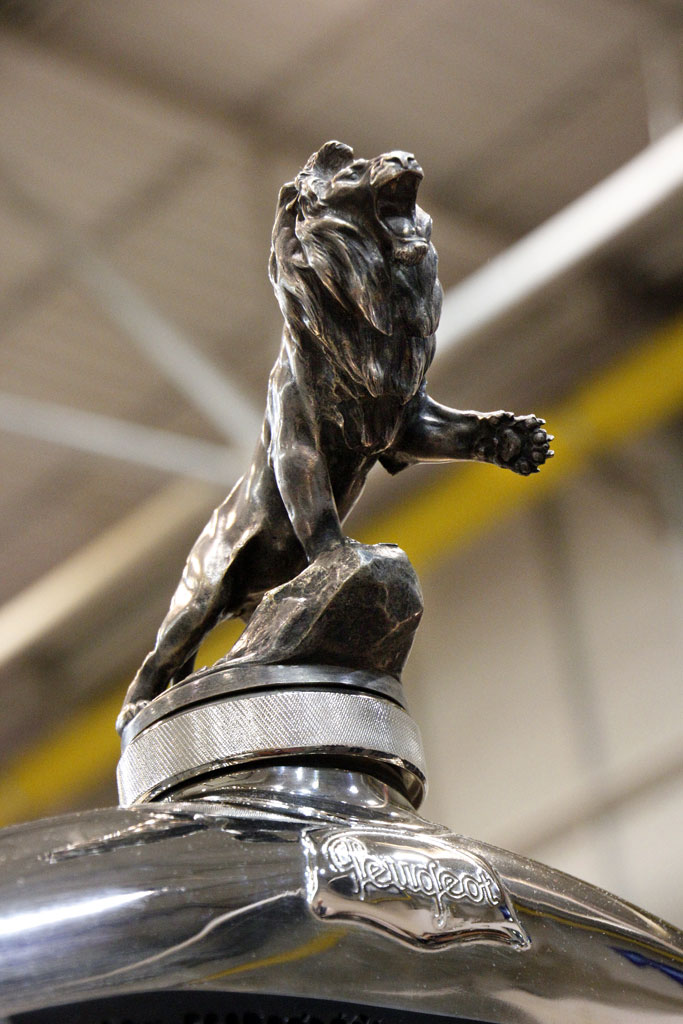
Adorno de capó en un Tipo 184 de 1928-29 con la figura de un león rampante
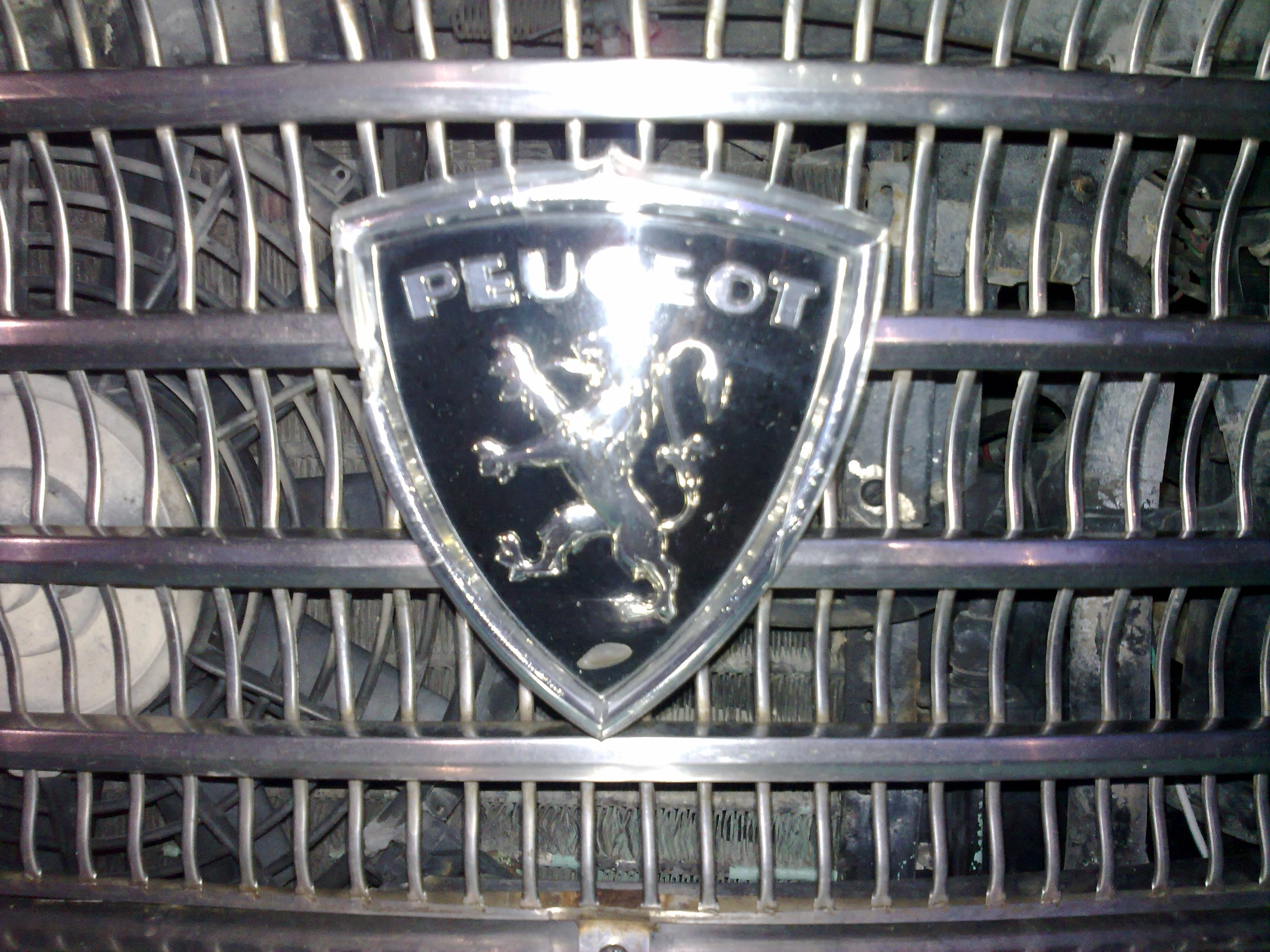
Emblema antiguo en la parrilla
tipográfico
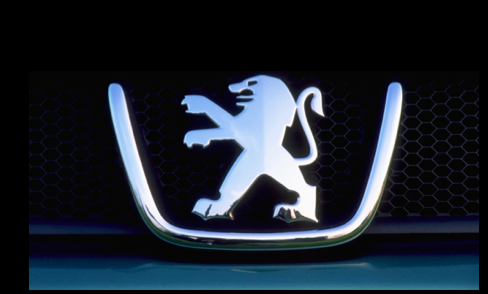
De 1998 hasta 2010
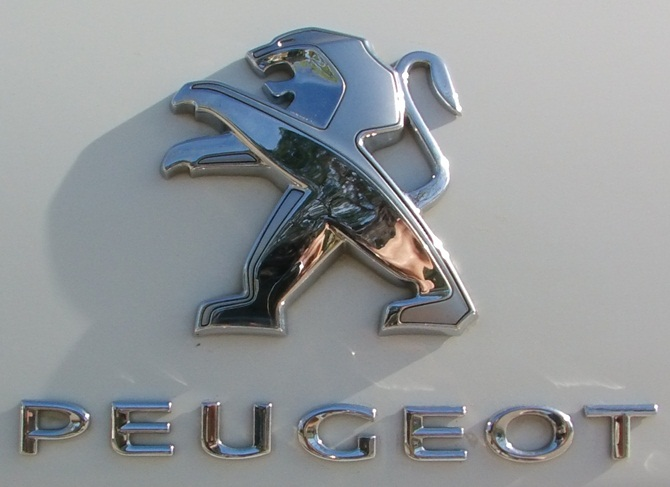
De 2010 hasta 2020